# Histoire de Vienne

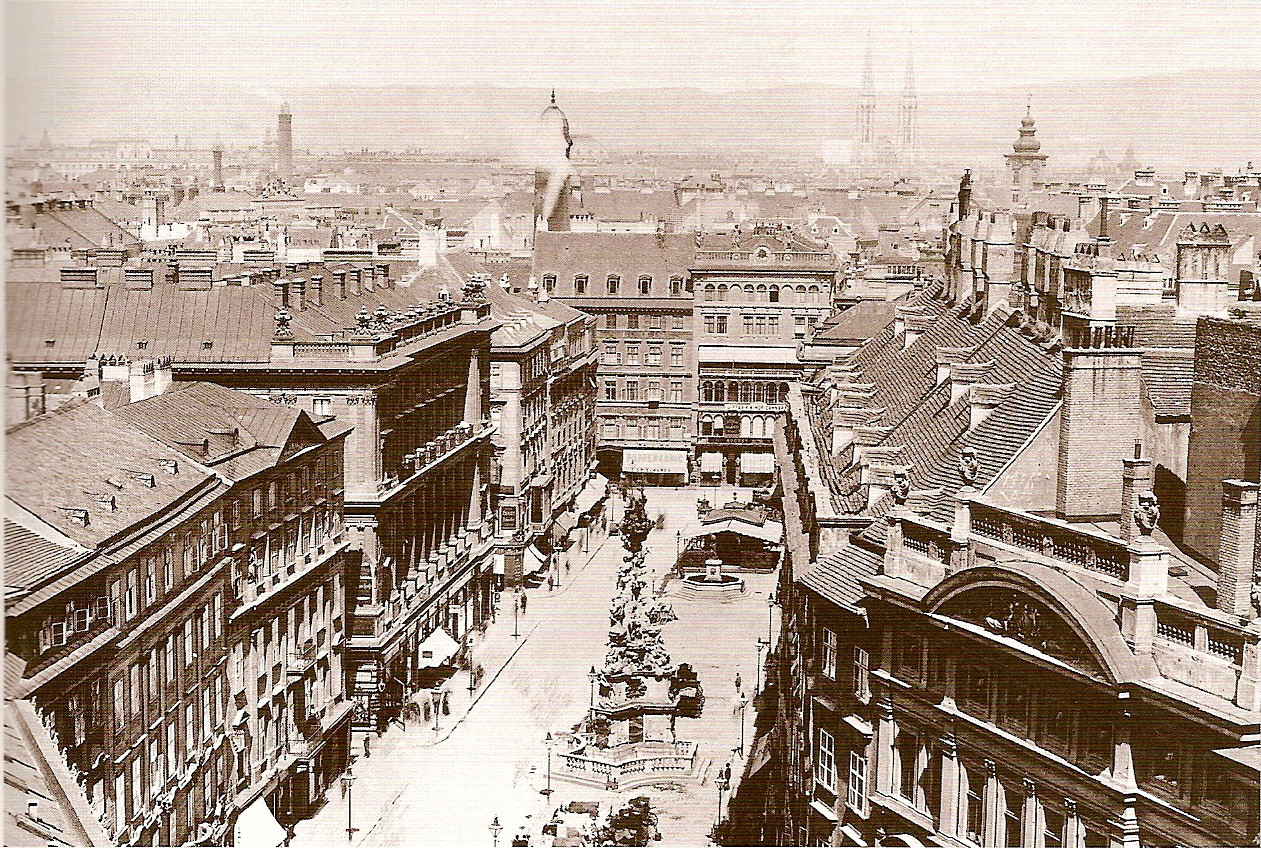
Le Graben à Vienne vers 1890 par August Stauda.

Pour l’article homonyme, voir Histoire de Vienne (Isère).
L'histoire de Vienne, (prononcé : /vjɛn/ ; en allemand : Wien /viːn/ Écouter ; en bavarois : Wean ; en hongrois : Bécs) est la capitale et la plus grande ville de l'Autriche ; elle est aussi l'un des neuf Länder (État fédéré) du pays (en allemand : Bundesland Wien). Capitale de l'Autriche, Vienne est placée sur la grande voie de communication qui traverse l'Europe en longeant le Danube.
Dès le Ier siècle, la garnison romaine de Vindobona succède à une colonie celte sur ce site privilégié mais, gardant les confins de l'Empire, elle ne peut résister aux invasions barbares. Les Avars dominent la région du VIe siècle au VIIIe siècle mais Charlemagne les soumet et crée la « Marche de l'Est » (l'Ostarrichi) qu'acquiert la dynastie allemande des Babenberg en 976. En 1273, Rodolphe de Habsbourg, élu Empereur romain germanique, réclame le duché d'Autriche comme fief ; ses successeurs s'emploieront à agrandir leur domaine, créant un puissant empire héréditaire. Bouclier de l'Occident face aux Ottomans, il subit néanmoins plusieurs invasions au XVIe siècle. Si Vienne résiste aux sièges, elle doit attendre la défaite finale des Ottomans en 1683 pour se développer pleinement en une ville importante au cœur de l'Europe.
Malgré son occupation par Napoléon puis la sanglante révolution de 1848, Italiens, Hongrois, Tchèques, Serbes et Croates affluent à Wien dont la population dépasse les deux millions d'habitants en 1914. La ville connaît alors une incroyable effervescence créatrice. La Première Guerre mondiale sera fatale à l'Empire et en 1918, son ancienne capitale n'est plus que celle d'un pays de six millions d'habitants. Une municipalité socialiste, qui vaut à la ville le surnom de « Vienne la rouge » tente de répondre aux problèmes sociaux liés à la crise économique, mais l'antisémitisme puis le national-socialisme progressent. En 1938, l'Anschluss annexe l'Autriche à l'Allemagne nazie. Après la chute de celle-ci en 1945, Vienne connaît un sort similaire à celui de Berlin, avec une division quadripartite, et resta sous contrôle allié jusqu'en 1955.

## Vienne préhistorique

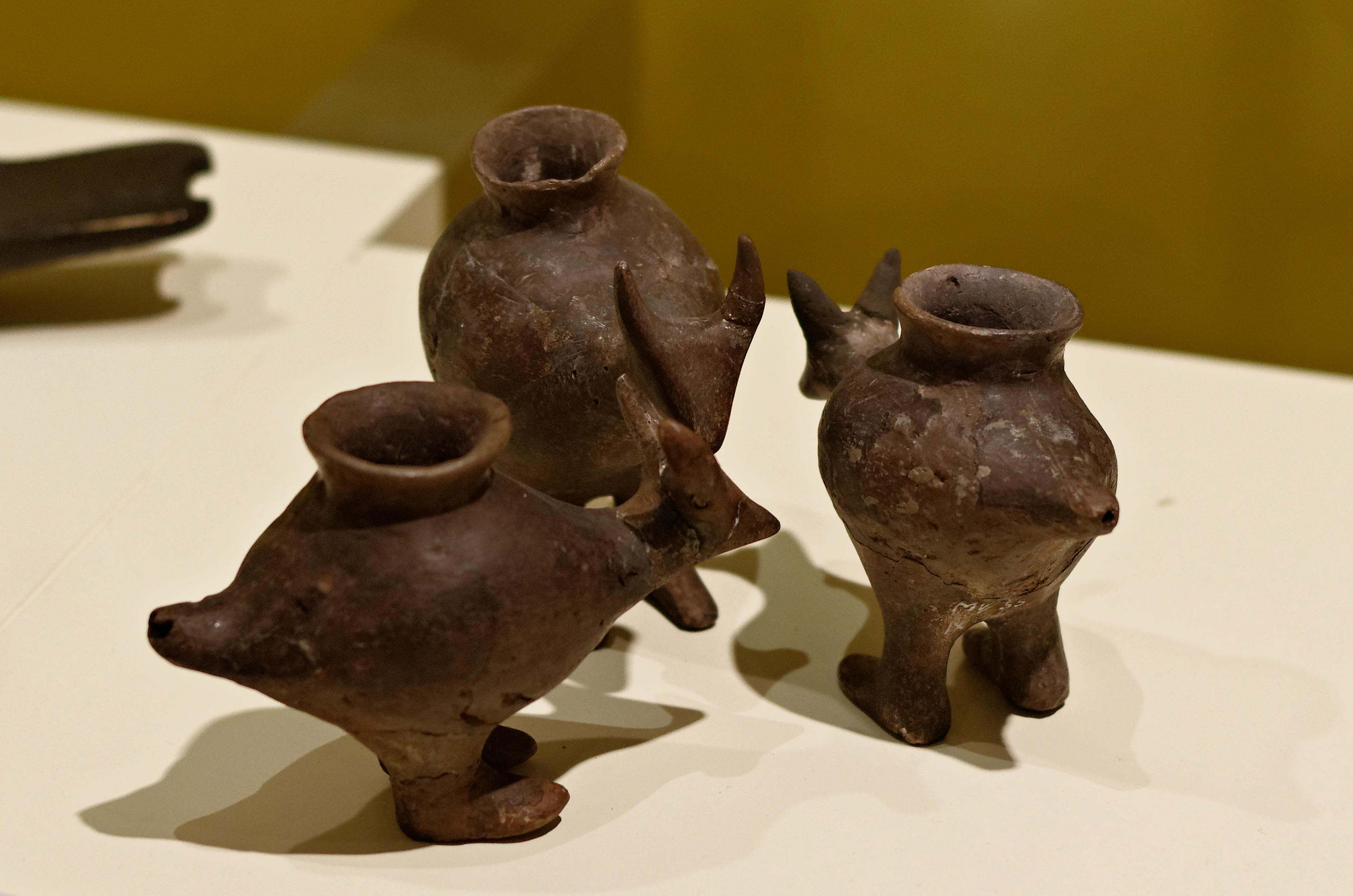
Bronzes de la civilisation des champs d'urnes (1300 av le présent) exposés au Wien Museum Karlsplatz

L'histoire de Vienne remonte au IIe millénaire av. J.-C.. La situation au bord du Danube, entre les préalpes (Wienerwald) et la Pannonie, font de la métropole actuelle un espace privilégié pour les agglomérations précoces.
Des fouilles archéologiques dans le XIIIe arrondissement (dans la Titlgasse) fournissent les preuves de premières habitations à l'époque paléolithique. Des fouilles dans l'espace urbain et aux alentours montrent une habitation continue du bassin de Wien à l'époque néolithique. La situation climatique favorable et les sols fertiles de Vienne offrent aux agriculteurs du néolithique un territoire prospère.
L'industrie lithique se développe grâce à la chaille qui peut être trouvée dans les alentours. Des objets de l'âge du cuivre ont également pu être mis au jour. Les témoignages de l'âge du bronze sont nombreux, surtout les sépultures mais des traces d'habitation ont également pu être découvertes. Les manipulations des crânes à des fins cultuelles sont caractéristiques à cette époque. Ainsi, dans une décharge présumée, les archéologues ont trouvé un os mandibule et un crâne dont on avait enlevé l'os temporal.
La civilisation de Hallstatt de l'âge du fer est représentée par les tumulus encore visibles de nos jours ainsi que par des vestiges d'habitations. Des fouilles au Leopoldsberg témoignent d'une habitation dès l'âge du bronze et surtout à partir de l'âge du fer tardif, dit Hallstatt. L'oppidum est daté de l'âge du fer récent, du temps des Celtes.
Vers le début de notre ère, Vienne est conquise par les Romains qui fournissent les premières sources écrites de l'histoire de Vienne. À l'emplacement de la ville actuelle se trouve alors une petite habitation celtique appelée Vedunia.

## Vindobona

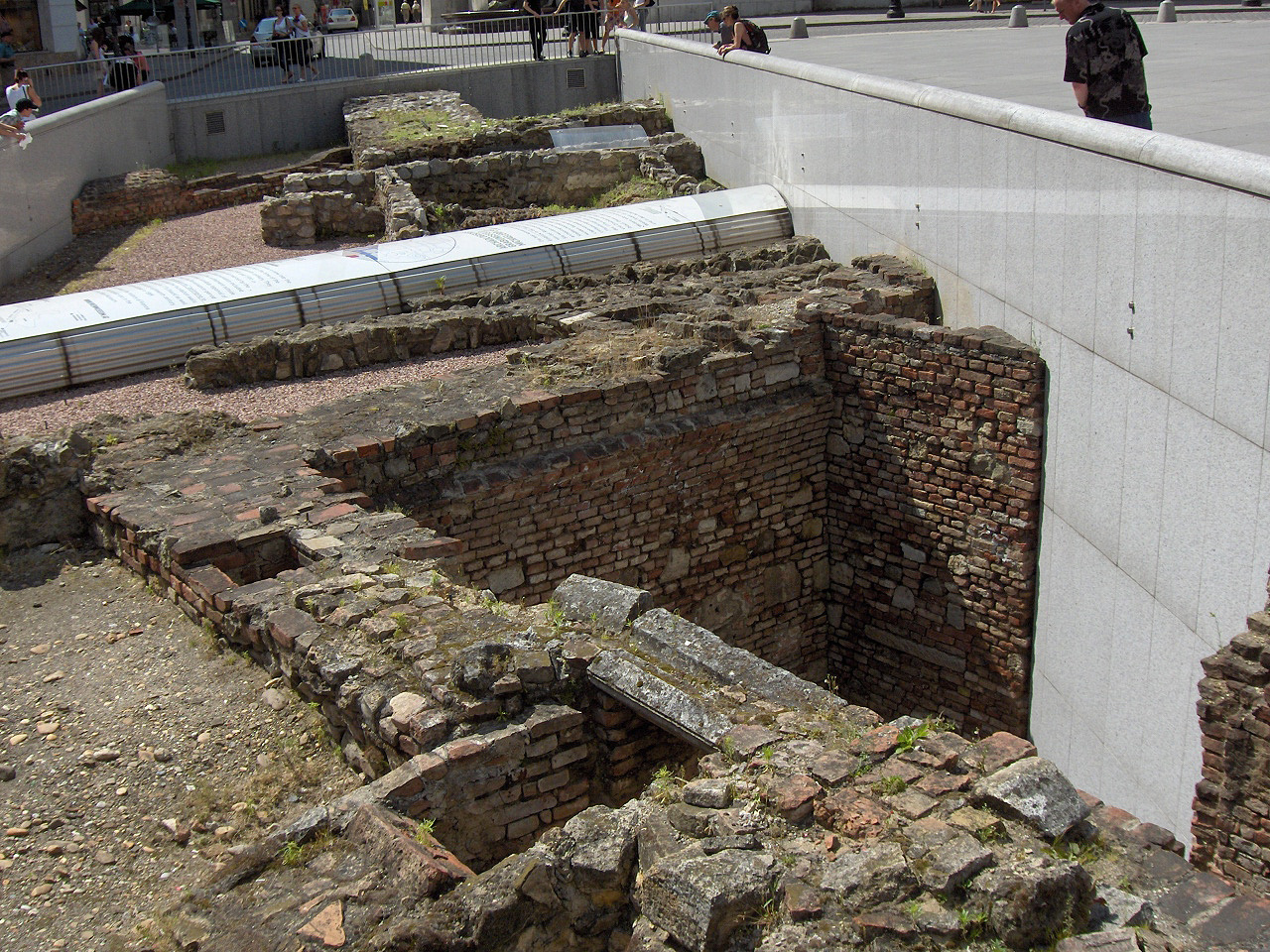
Des vestiges romains au Michaelerplatz, Ier arrondissement.

Au Ier siècle de notre ère, les Romains occupent le territoire du centre-ville actuel près du Danube et y établissent un camp romain pour la sécurisation des frontières de la province de Pannonie. Annexée au camp romain se trouve une petite habitation civile du nom de Vindobona. De nos jours, on peut toujours distinguer les anciens murs romains qui entouraient l'agglomération. Le mur du camp romain se situait le long des rues Tiefer Graben, Naglergasse, Graben, Kramergasse, Rotgasse et Rabensteig, de façon parallèle au Salzgries. À cause du cours du Danube, le modèle carré caractéristique des camps romains ne peut être utilisé à cet endroit. Le camp de Vindobona avait une largeur de 455 m ainsi qu'une longueur de 500 m au maximum.
La construction du camp romain de Vindobona commence en 97 de notre ère. Les casernes découvertes au Judenplatz sont dans en premier temps des constructions en bois. Entre les casernes se trouve une route pavée avec des gouttières des deux côtés. Vers 150, ces bâtiments sont remplacés par des constructions en pierre. Les fondations et murs intérieurs sont élevés à l'aide de mortier. Le torchis est utilisé pour la construction des murs de séparation. Les sols sont en loam ou en enduit de mortier.
L'empereur Marc Aurèle meurt à Vindobona en 180 de notre ère lors d'une campagne contre les Marcomans.
En 212, Vindobona est élevée au rang de municipium ce qui renforce sa position face à Carnuntum, capitale de la province de Pannonie qui venait de recevoir le titre de colonia.
Vienne reste entre les mains des Romains jusqu'au Ve siècle.

## Vienne au Moyen Âge

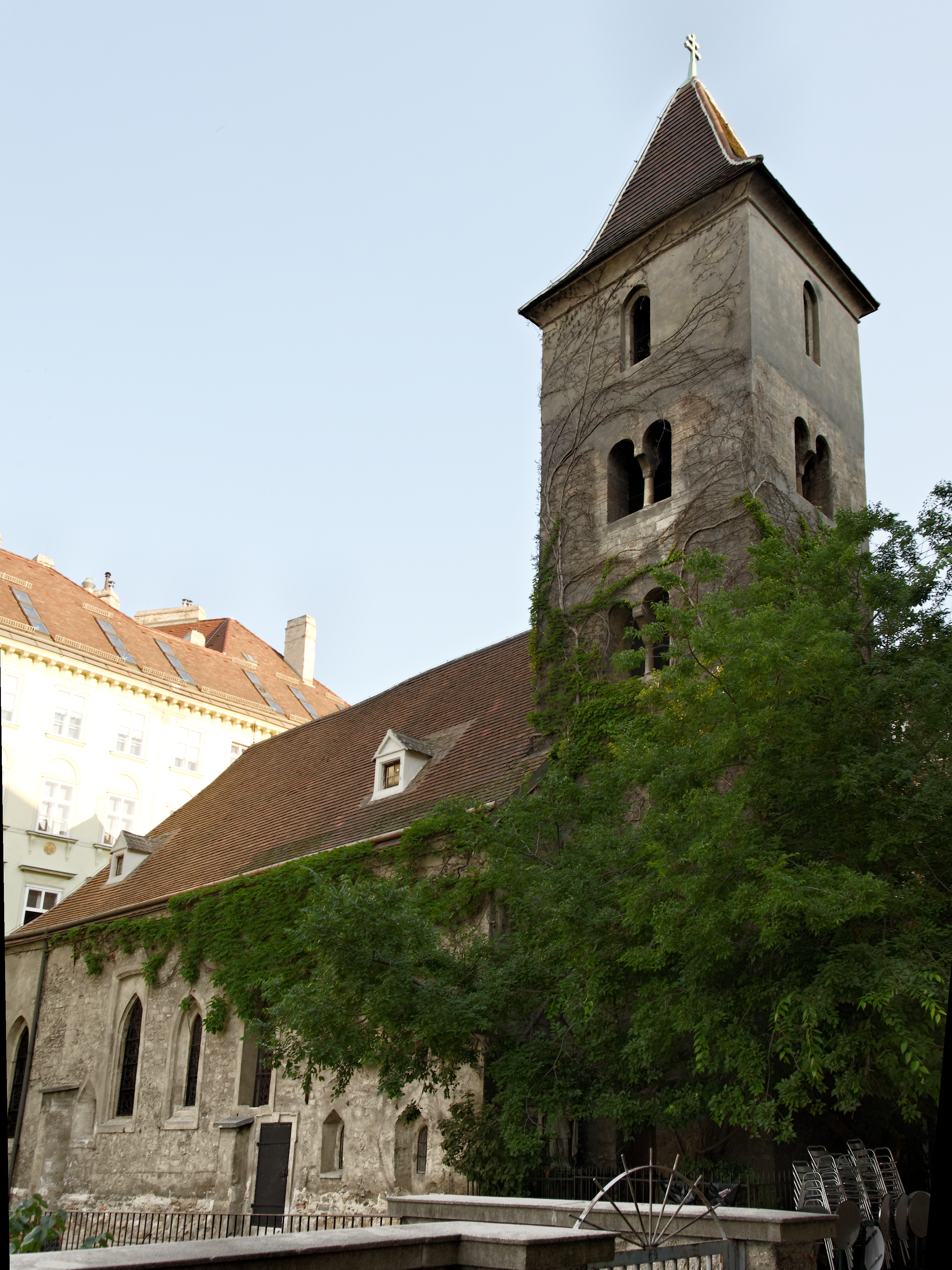
Dédiée au protecteur des marchands de sel, l'église Saint-Rupert (Ruprechtskirche) domine le quai sur le canal du Danube où ils déchargeaient leur précieuse marchandise extraite des mines d'Autriche occidentale. Bâtie au XI sur le site d'une chapelle fondée en 740, c'est le plus ancien sanctuaire chrétien de Vienne

### Le Haut Moyen Âge
L'habitation celtique de Vedunia ainsi que le camp romain de Vindobona se situent à frontière orientale de l'Empire romain et deviennent rapidement victimes des migrations germaniques. On a retrouvé des traces d'un incendie catastrophique du Ve siècle ; cependant, le camp n'est pas abandonné.
Les rues et maisons de Vienne au haut Moyen Âge suivent les murs romains, et l'on peut donc supposer qu'une partie du fort est encore intact à cette époque. Dans l'Innere Stadt, on a retrouvé des pièces byzantines à plusieurs reprises. Datant du VIe siècle, le commerce fleurit. Le centre de la ville est le Berghof. Des excavations dans cet espace ont mis au jour des tombeaux du VIe siècle. Les Lombards dominent l'espace viennois, suivis des Slaves et des Avars.
La première mention écrite de Wien au Moyen Âge se trouve dans les annales de Salzbourg de 881 ; il y est question d'une bataille apud Weniam contre les Magyars. Cependant, il n'est pas certain si Weniam désigne le fleuve ou la ville. Le roi Otton Ier de la Francie orientale bat les Magyars en 955 lors de la bataille du Lechfeld.

### La maison de Babenberg

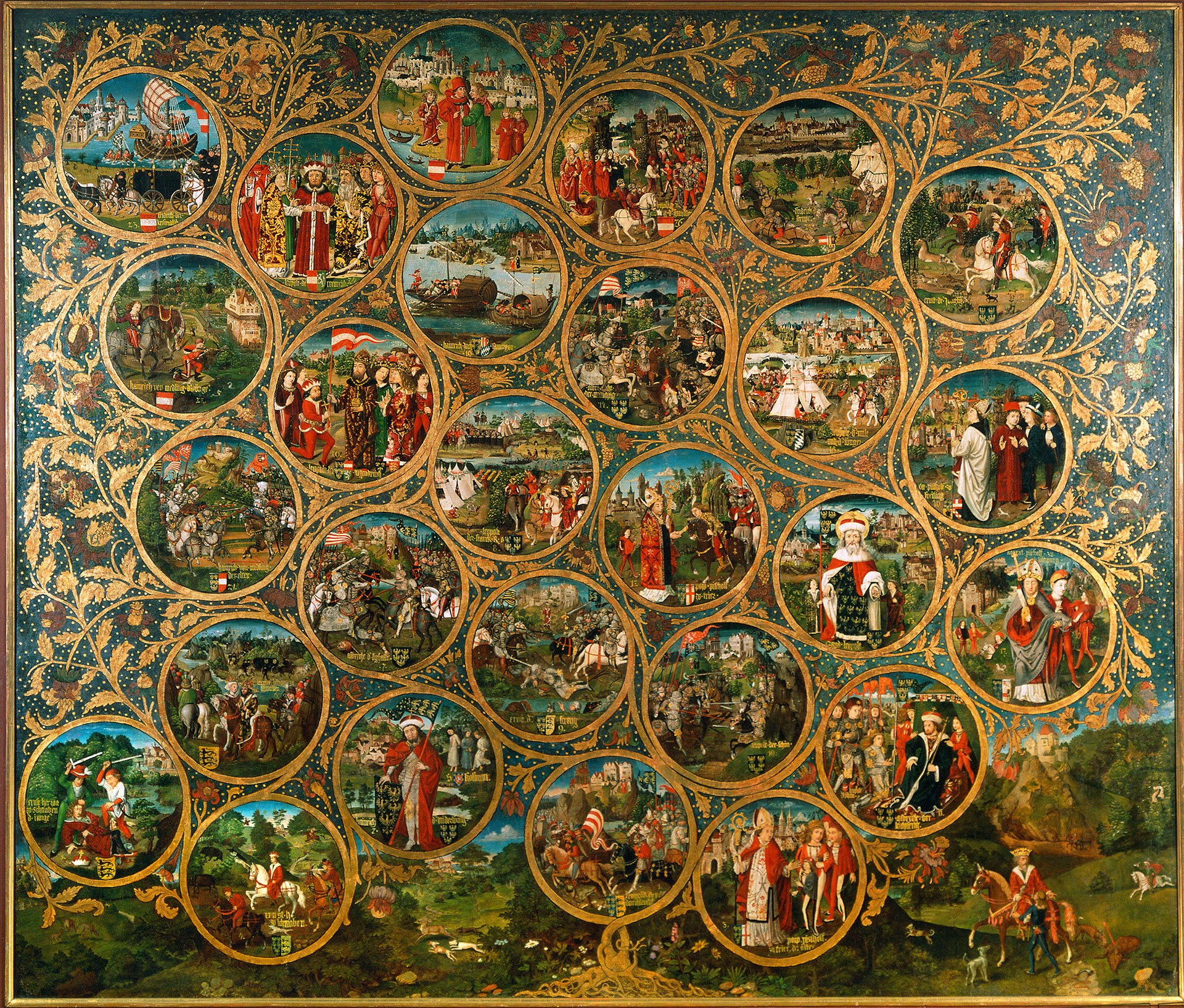
Arbre généalogique de la maison de Babenberg.

En 976, les Babenberg fondent le margraviat d'Ostarrichi dans lequel se trouve, proche de la frontière hongroise, la ville de Vienne. Dès le XIe siècle, Vienne devient une place commerciale de première importance. Dans le traité de Mautern entre l'évêque de Passau et le margrave Léopold IV, Vienne est mentionnée pour la première fois comme civitas. En 1155, Henri Jasomirgott fait de Vienne sa capitale. En 1156, Ostarrichi devient un duché par le biais du privilegium minus, et Vienne devient le siège du nouveau duc. La fondation du Schottenstift date également de cette époque.
Les événements de la troisième croisade au cours de laquelle Richard Cœur de Lion est fait prisonnier par Léopold V en 1192 à Erdberg près de Vienne rapportent une rançon énorme de 50 000 marks d'argent. À Vienne, un atelier de fabrication de monnaie est établi et, vers 1200, les murs de Vienne sont érigés. (Des ruines sont encore visibles de nos jours près de la station de métro Stubentor.) Léopold V est excommunié par le pape Célestin III parce qu'il avait fait prisonnier Richard Ier, un croisé protégé. Léopold V meurt par la suite d'un gangrène. Sur son lit de mort, il se repent et promet de restituer la rançon.
En 1221, Vienne reçoit le droit de ville et le Ius emporii. Ce dernier droit exige des commerçants traversant Vienne de s'arrêter et d'offrir leurs marchandises. Grâce au Ius emporii, le commerce intermédiaire se développe et Vienne entretient des relations commerciales de première importance le long du Danube jusqu'à Venise.
Pour les Viennois, leur montée en pouvoir est difficilement conciliable avec le fait que Vienne n'a pas d'évêque ; celui-ci se trouvant à Passau. On sait que Frédéric II a négocié pour établir un évêché à Vienne. On présume que c'était également le cas sous Ottokar II Přemysl.
En 1276, la ville se retrouve en flammes. Après les incendies du 28 mars et du 16 avril, un troisième incendie du 30 avril cause de graves dommages. Les églises, monastères et la résidence ducale sont touchés. L'église Saint-Étienne perd son toit et son clocher. Environ deux tiers de la ville sont détruits après la catastrophe. La reconstruction est soutenue par le roi Ottokar II.

## Vienne à l'époque moderne

### Les guerres ottomanes

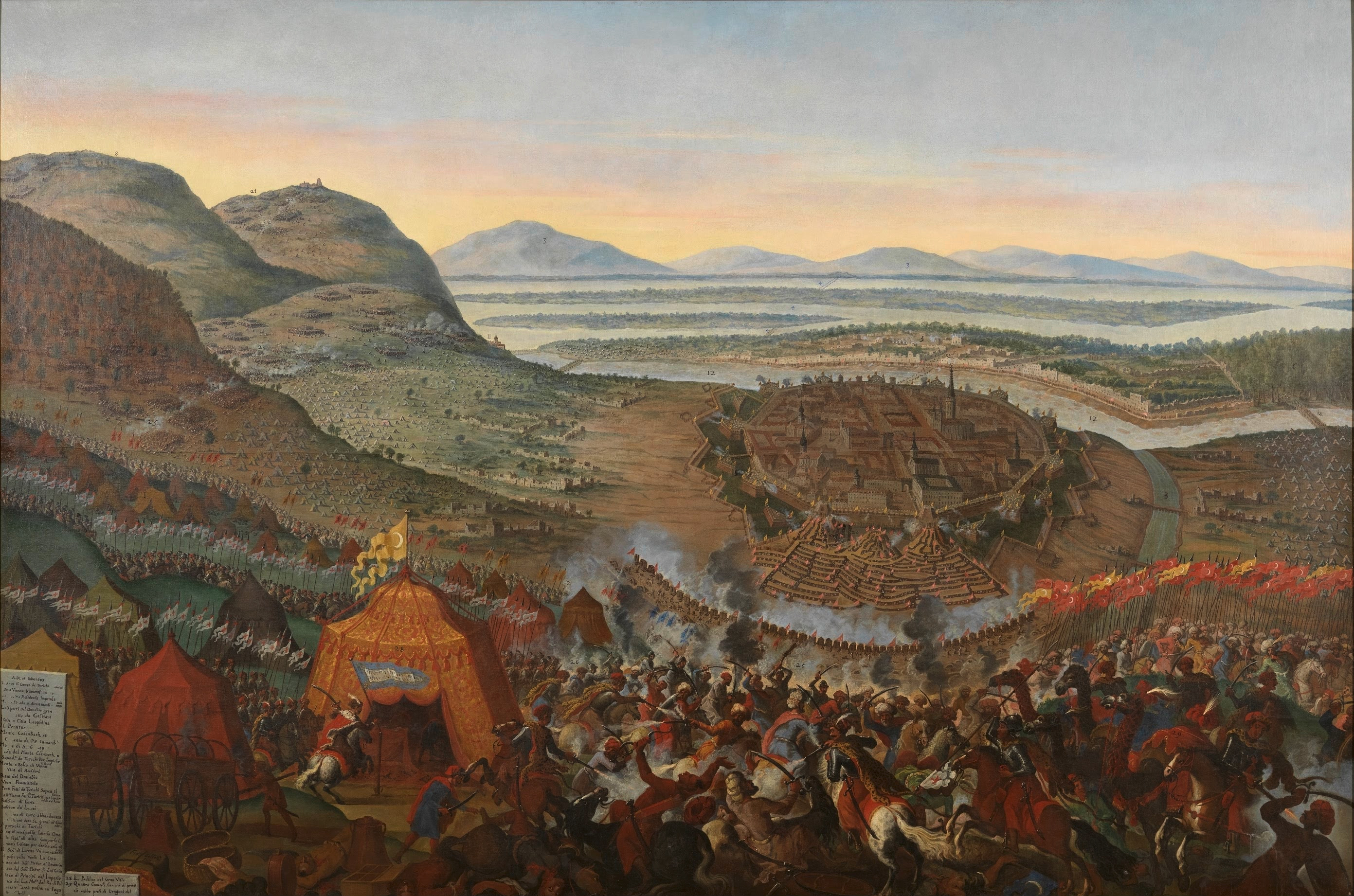
Siège de Vienne par les Ottomans (1683)

En 1529, la campagne militaire de Soliman le Magnifique se termine par le premier siège de Vienne au cours duquel le comte Niklas Salm défait les Ottomans malgré la conquête de la Hongrie ottomane.
La période est également marquée par l'épidémie de peste de 1679 qui emporta près de 30 000 Viennois.
La guerre austro-turque (1683-1699) débute par un nouveau siège de Vienne. La ville, commandée par le comte Ernst-Rüdiger von Starhemberg, résiste plusieurs semaines. Le siège est levé à la suite de la bataille du Kahlenberg, alors que la dernière ligne de défense de la ville était déjà directement menacée.
La défaite de Kara Mustafa en 1683 fut d'une importance cruciale non seulement pour Vienne, mais aussi pour toute l'Europe centrale : les Ottomans se retirent de Hongrie et renoncent définitivement à prendre la capitale de l’empire d'Autriche qui peut alors se parer des édifices dignes d'une capitale impériale.

### LeXVIIIesiècle

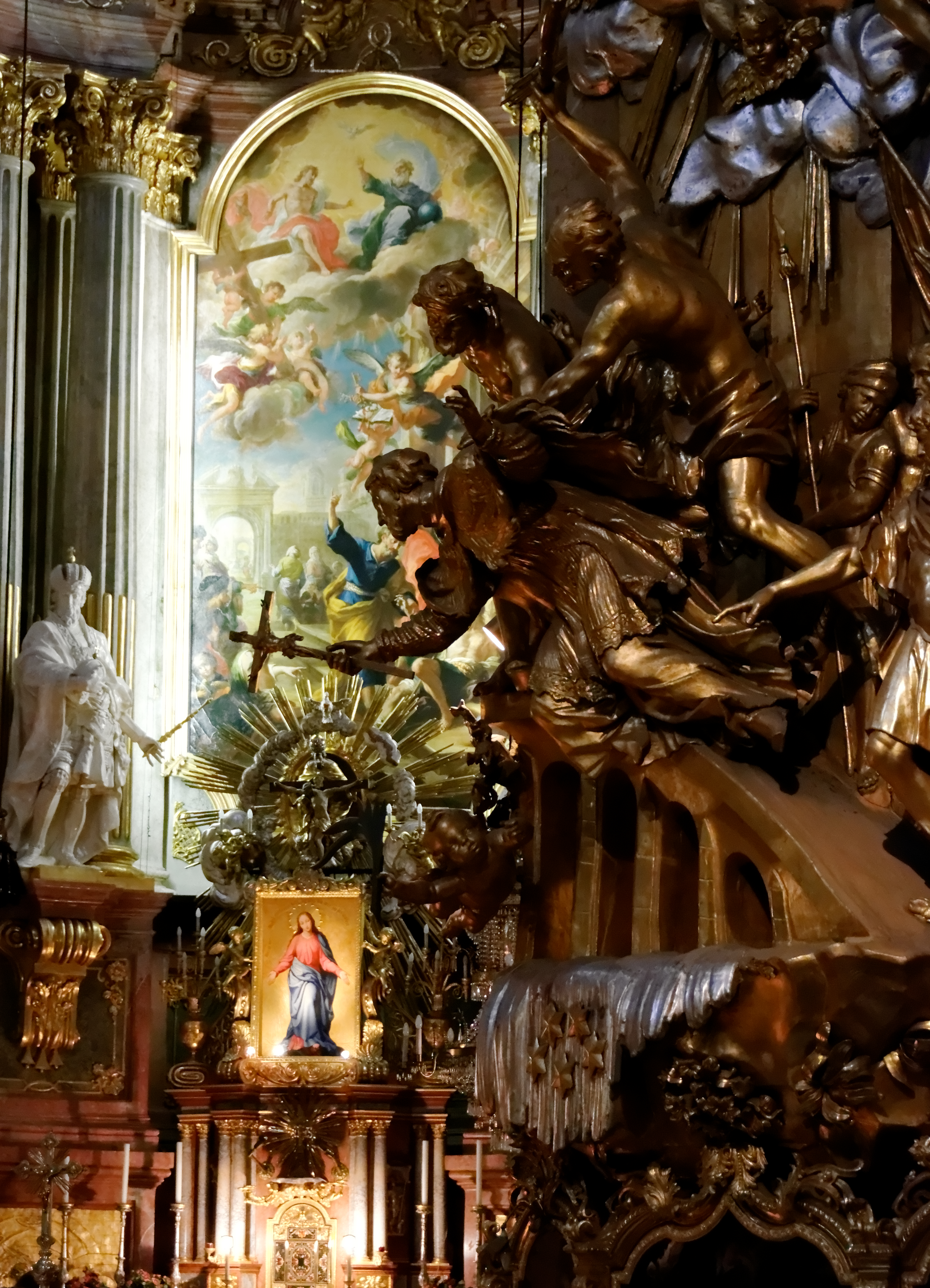
Le martyre de saint Jean Népomucène, Petersckirche.
La décoration intérieure de cette église (début du XVIIIe siècle) illustre la fonction militante du baroque

Libérées de la menace ottomane, les familles nobles commandent de somptueux palais, signant ainsi l'acte de naissance de la Vienne baroque.
À la suite de l'épidémie de peste de 1713, Charles VI fonde la Karlskirshe (1719) et Johann Bernhard Fischer von Erlach (1656-1723) remporta le concours organisé par l'Empereur pour construire cette église. L'architecte dessina également nombre des plus beaux édifices baroques de Vienne, dont le palais Trautson et le château de Schönbrunn. Johann Lukas von Hildebrandt, son grand rival, devint en 1700 l'architecte de la cour. Outre le Palais du Belvédère, il réalisa le palais Schönborn (actuel musée des Arts et Traditions populaires), le palais Kinský (1713-1716) et la Piaristenkirche (église des piaristes) en 1716. Ces deux architectes construisent aussi le palais d'hiver du prince Eugène (occupé actuellement par le ministère des finances), héros des campagnes contre les Ottomans. En 1754, à son premier recensement, Vienne compte 175 000 habitants.
Grâce au sens de l’État de Marie-Thérèse, Vienne connaît une période de sérénité et d'opulence durant son long règne. L'architecte Nicolas Pacassi remanie le château de Schönbrunn (1744-1749). Marie-Thérèse fait de la ville la capitale de la musique européenne. En 1762 eut lieu la Première d'Orphée, opéra de Christoph Willibald Gluck au Burgtheater.
Son successeur, Joseph II lance un programme de réformes sociales, diminue les privilèges du clergé et abolit le servage et la corvée. Il ouvre au public le Prater (1766), ancienne réserve de chasse de la cour, et le Parc Augarten (1775). En 1782, le pape Pie VI se rend à Vienne pour convaincre Joseph II de renoncer à ses réformes religieuses (Joséphisme). En 1784, l'Empereur d'Autriche fonde l'Allgemeines krankenhaus (Hôpital général) avec sa Narrenturm (Tour des Fous). Animé d'une volonté de réformes, Joseph II créa une académie militaire de médecine et de chirurgie et commanda à Isidor Canevale un bâtiment inspiré de l'Hôtel-Dieu de Paris, achevé en 1785 : le Josephinum, appelé aussi en français Académie Joséphine. En 1791, la première de La Flûte enchantée de Mozart est donnée dans un petit théâtre populaire de Vienne (Theater auf der Wieden). En 1800, Vienne compte 232 000 habitants.

### LeXIXesiècle

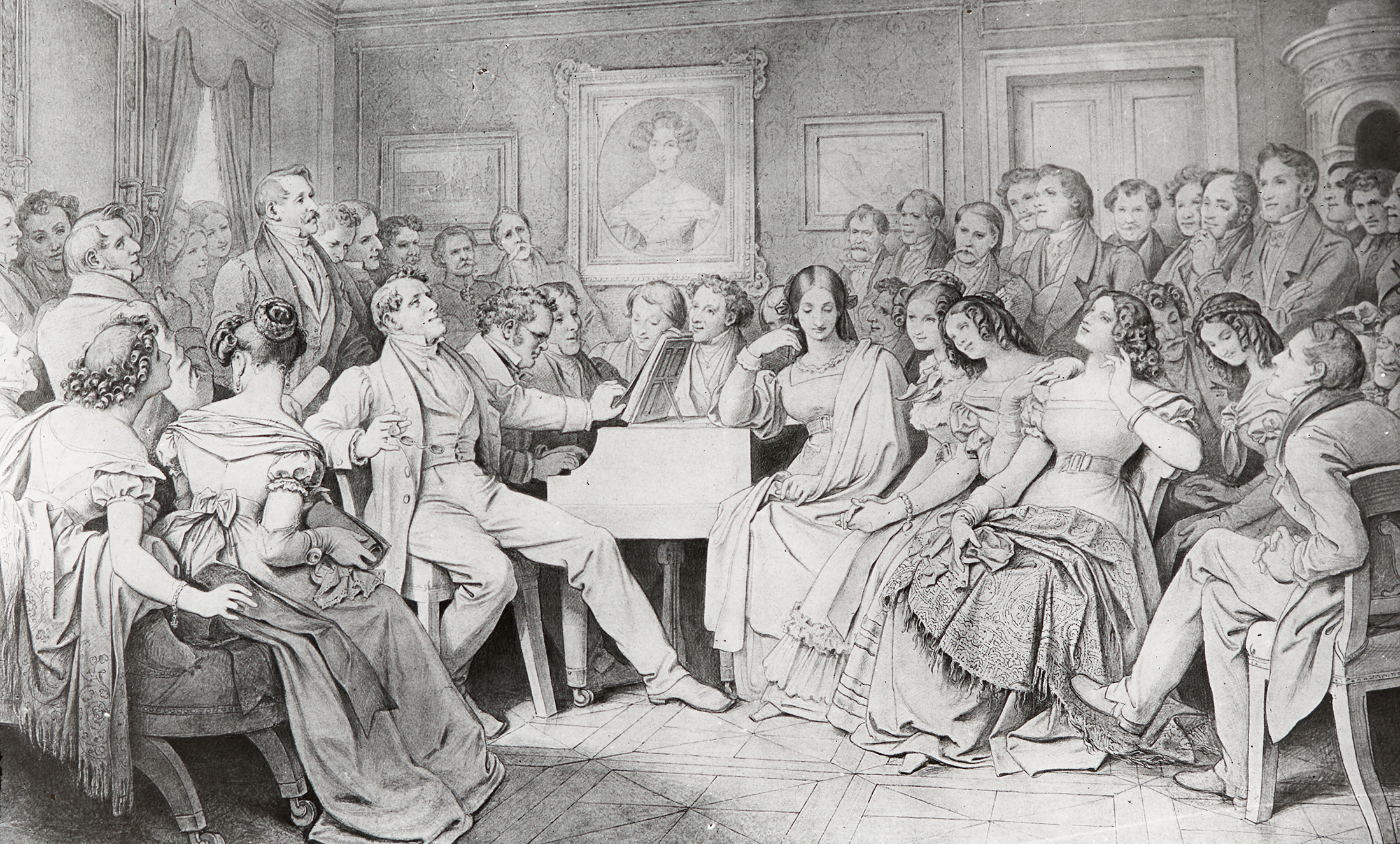
Une soirée chez le baron von Spaum, Moritz von Schwind (1804-1871).
À cette époque, Vienne est animé de nombreuses soirées musicales où sont présentés des lieder

En 1809 Napoléon Ier s'installe brièvement au château de Schönbrunn et épouse Marie-Louise d'Autriche, fille de l'Empereur François Ier. L'année 1811 voit la déroute économique de l'Autriche et la banqueroute de l’État. Après la défaite de Napoléon en 1814, les puissances européennes victorieuses se réunissent à Vienne pour rétablir un ordre que les conquêtes françaises avait sérieusement bouleversé. Avec l'aide du chancelier Metternich, François II réussit à raffermir son pouvoir lors du congrès de Vienne (1814-1815). Au terme des négociations, les participants s'étaient partagé l'Europe sans se soucier des aspirations des peuples, mais l'équilibre qu'ils avaient établi maintint la paix jusqu'à la vague de révolutions de 1848. Tout rôle politique leur étant interdit, les classes moyennes se tournent alors vers les joies du confort bourgeois que symbolise un personnage imaginaire : M Biedermeier.
Les espaces dégagés par la destruction des fortifications de la ville par Napoléon sont aménagés en jardins tels le Burggarten (jardin du Palais) et le Volksgarten (jardin du peuple) connu pour sa roseraie. L'esprit Biedermeier s'exprime aussi dans les arts appliqués et des maisons comme Le Geymüller Schlössl qui abrite aujourd'hui le Musée Biedermeier de Vienne, ou encore la Dreimäderlhauss (maison des Trois jeunes Filles).
En 1830, Vienne compte 318 000 habitants lorsqu'en 1831-1832 la ville est frappée par une épidémie de choléra. En 1837, la première ligne de chemin de fer relie Vienne et en 1845 arrive le gaz d'éclairage qui fera 384 victimes dans l'incendie du Ringtheater en 1881.
La révolution de 1848 secoue la capitale et conduit à l'insurrection d'octobre 1848.

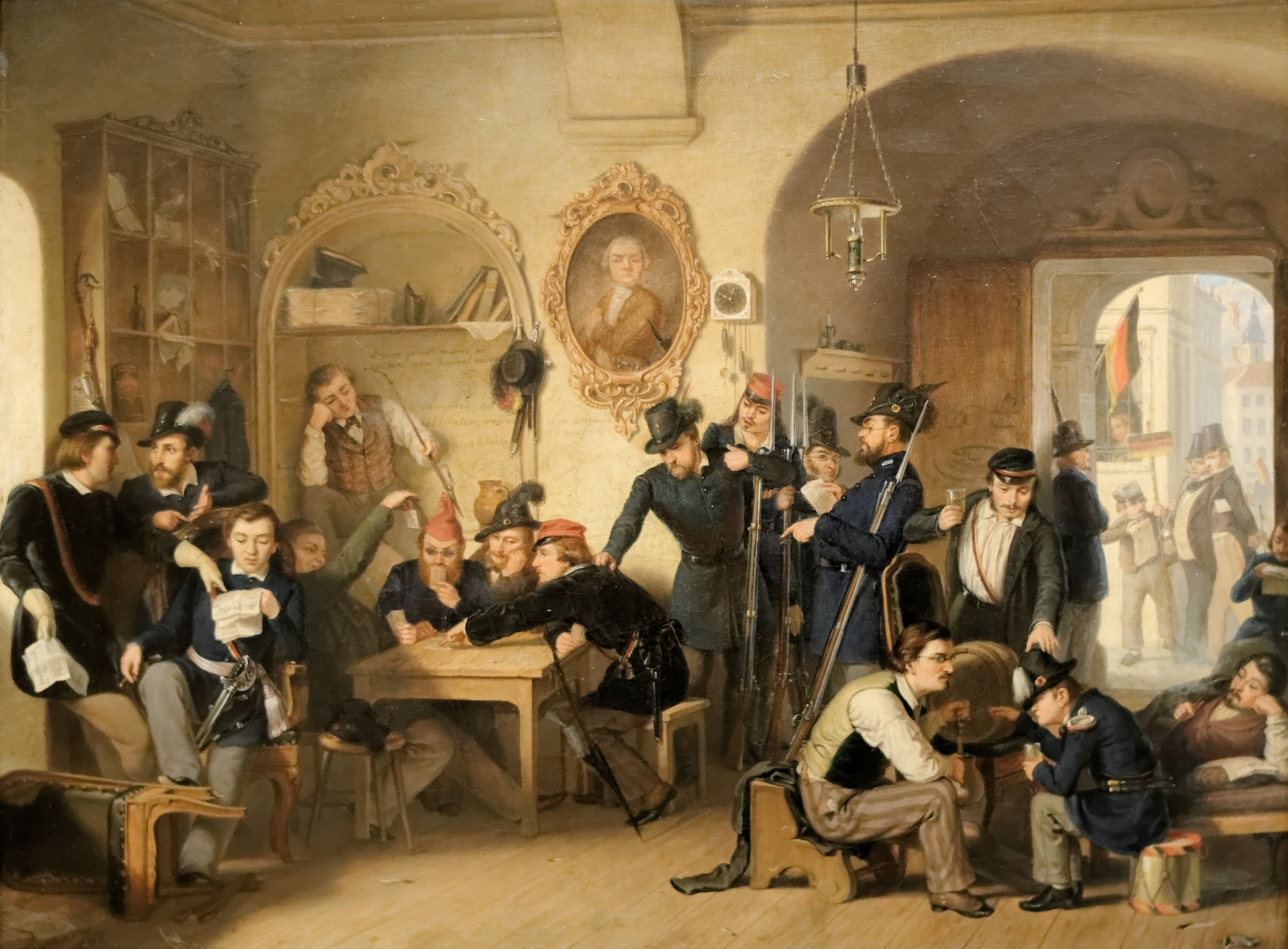
Poste de garde des étudiants de la Légion universitaire de la vieille université en 1848 - Franz Schams (1824-1883) - Les étudiants étaient les ressorts de la révolution et l'aula de la vieille université (aujourd'hui Académie des Sciences) a été de plus en plus le centre du mouvement révolutionnaire.
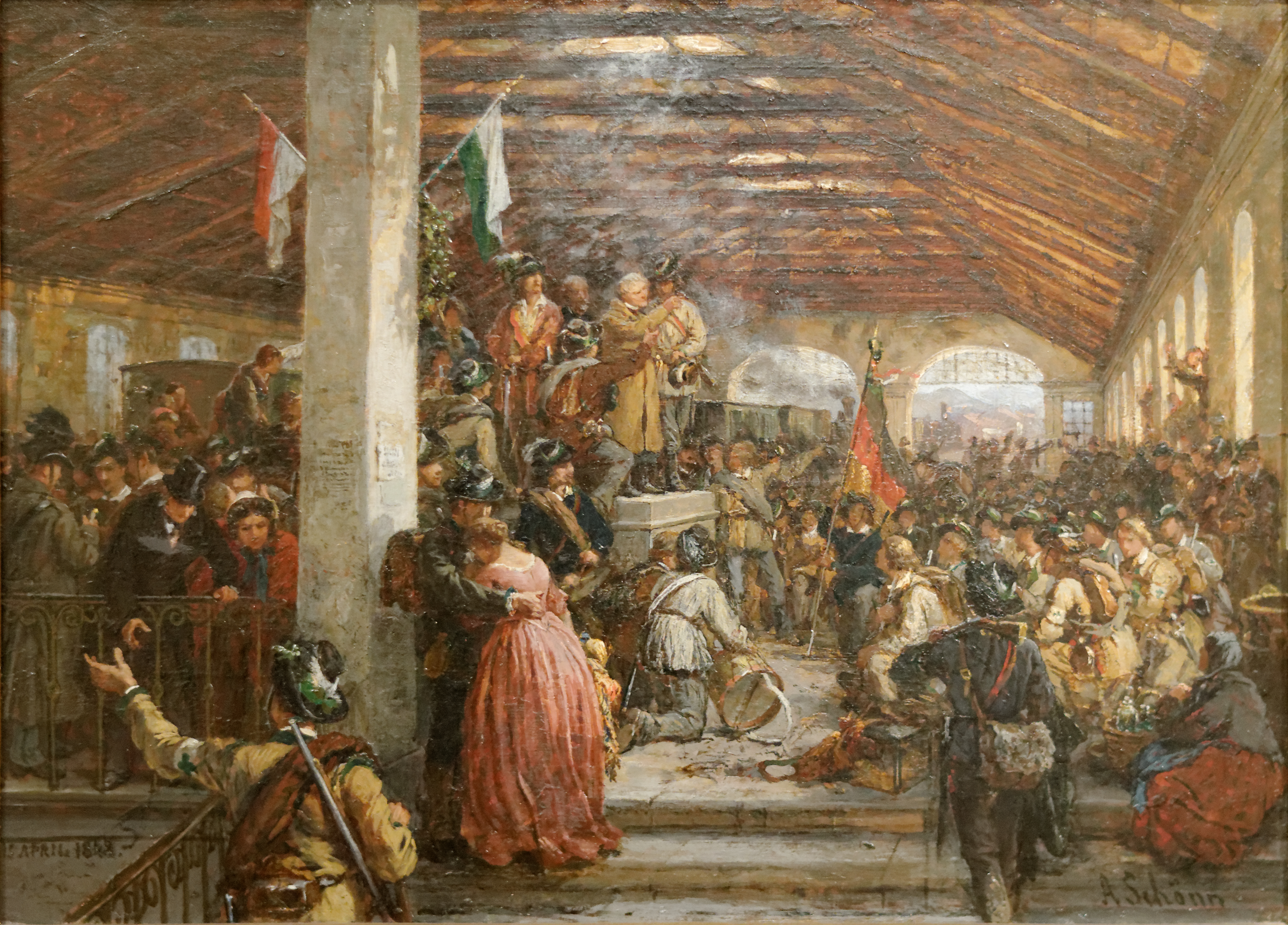
Départ de volontaires pour l'Italie le 3 avril 1848 – Alois Schönn (1826-1897) – Des volontaires se rassemblent à la gare (Gloggnitzer Bahn), avant de rejoindre l'armée de Radetzky en Italie.
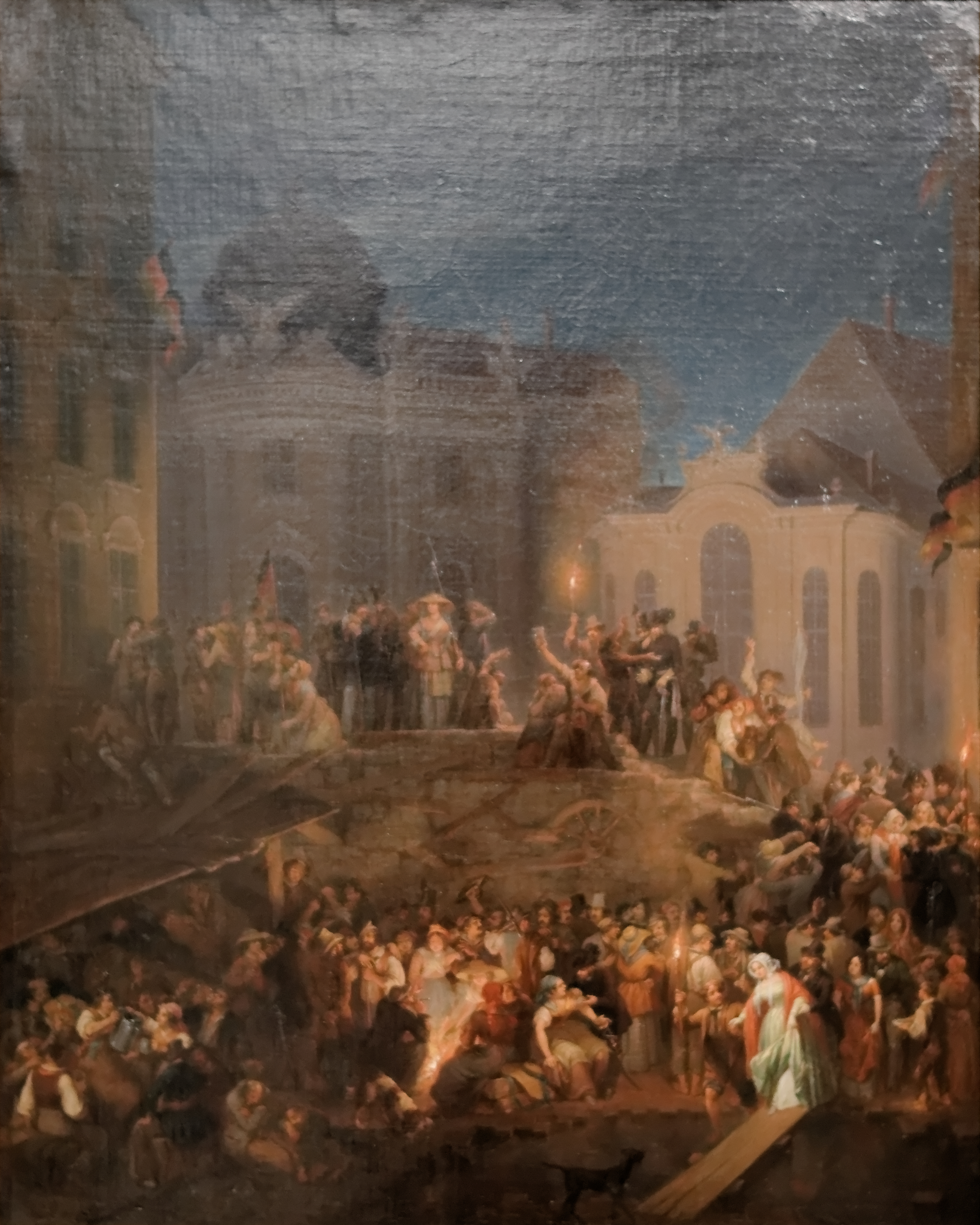
La barricade sur la Michaelerplatz dans la nuit du 26 au 27 mai 1848 – Anton Ziegler, 1848 – Le 25 mai, les étudiants de la Légion académique, des gardes nationaux et des ouvriers élèvent plus de 160 barricades dans le centre de Vienne.
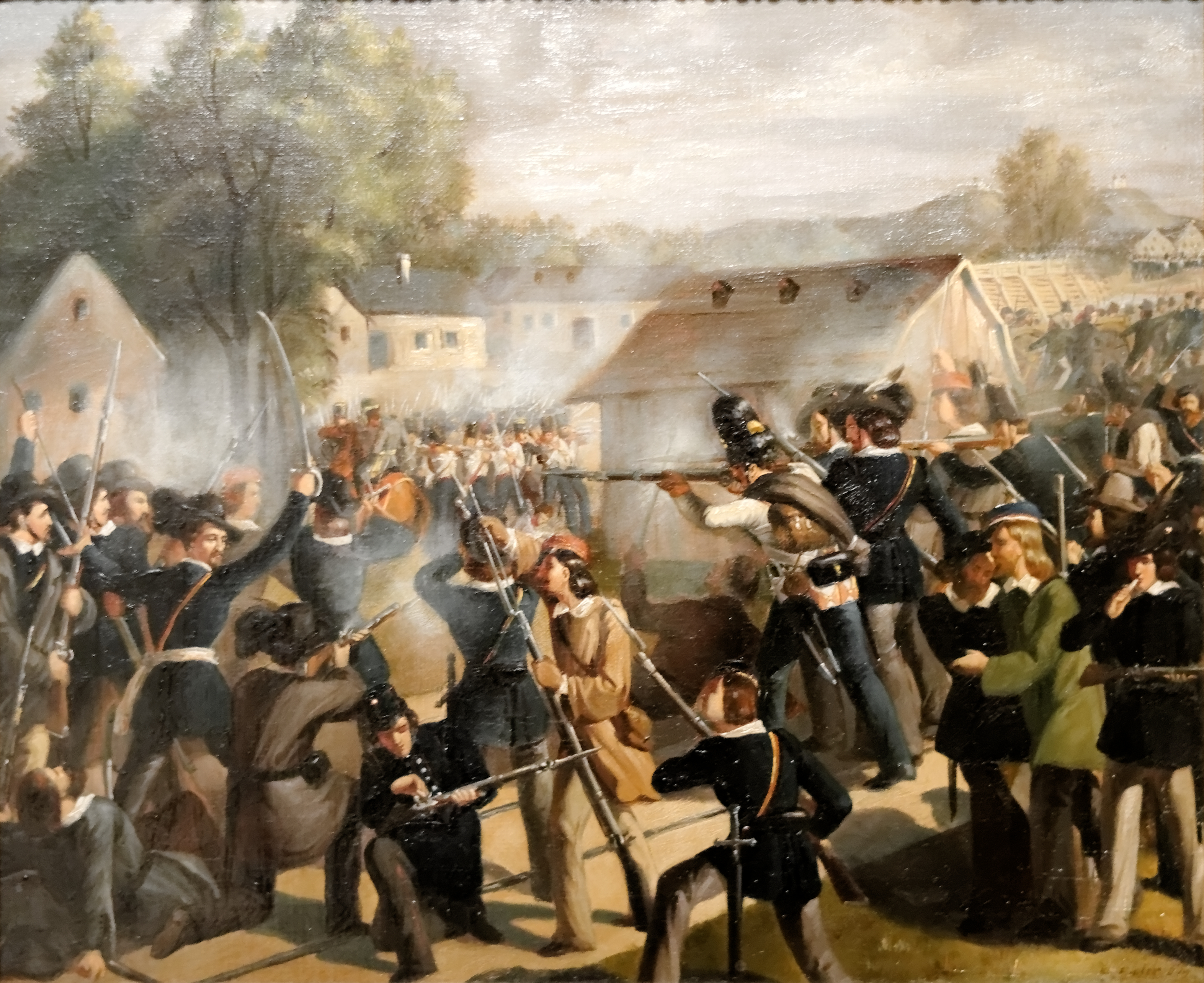
Combat sur le pont Taborbrücke à Leopoldstadt le 6 octobre 1848 – Bonaventura Emler (1831-1862) – La Garde nationale et les étudiants de la Légion académique s'opposent au régiment Nassau afin d'empêcher le départ de troupes pour combattre la révolution hongroise.
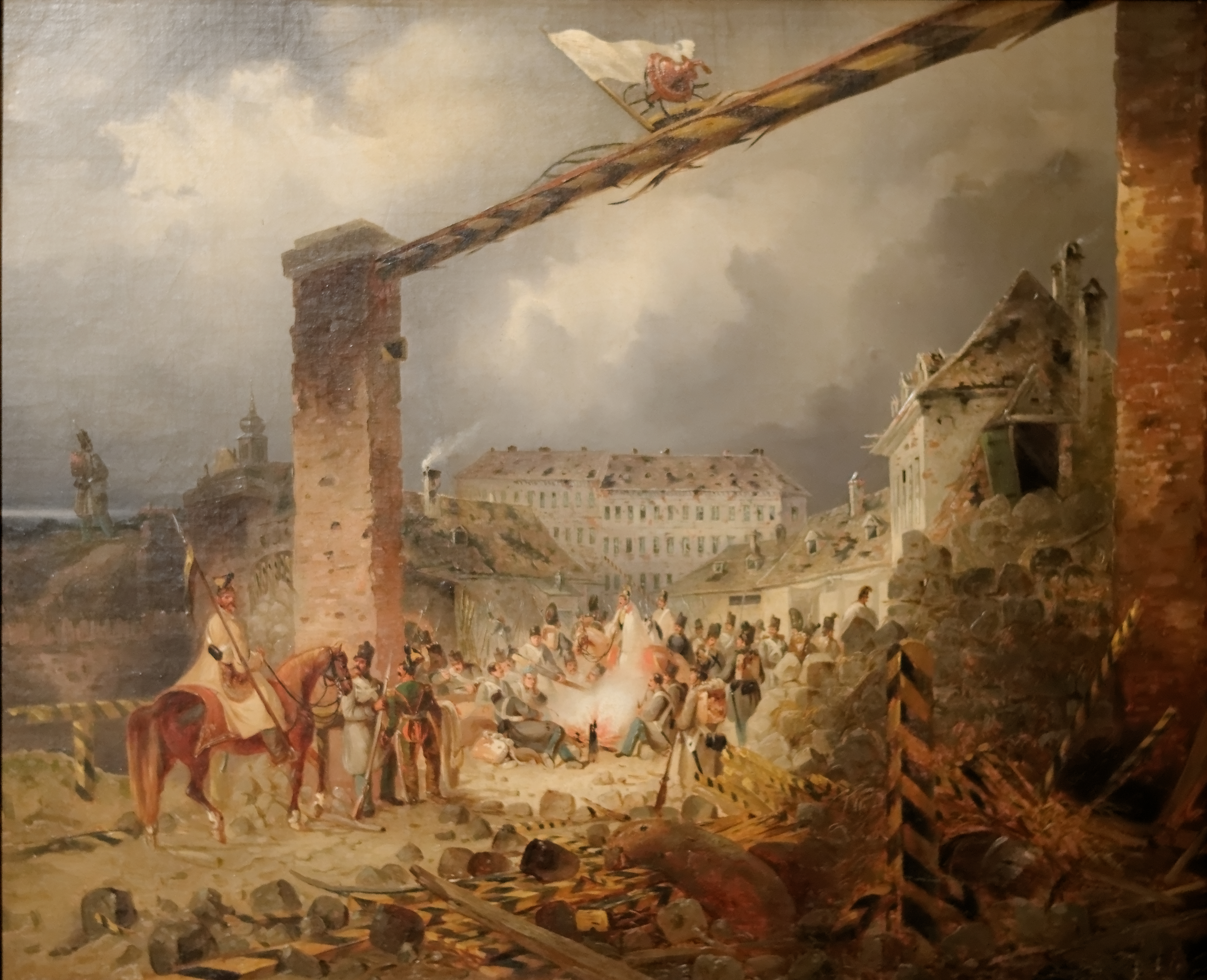
La ligne de défense de Nussdorf (aujourd'hui un quartier de Vienne) après la victoire des troupes impériales, fin octobre 1848.

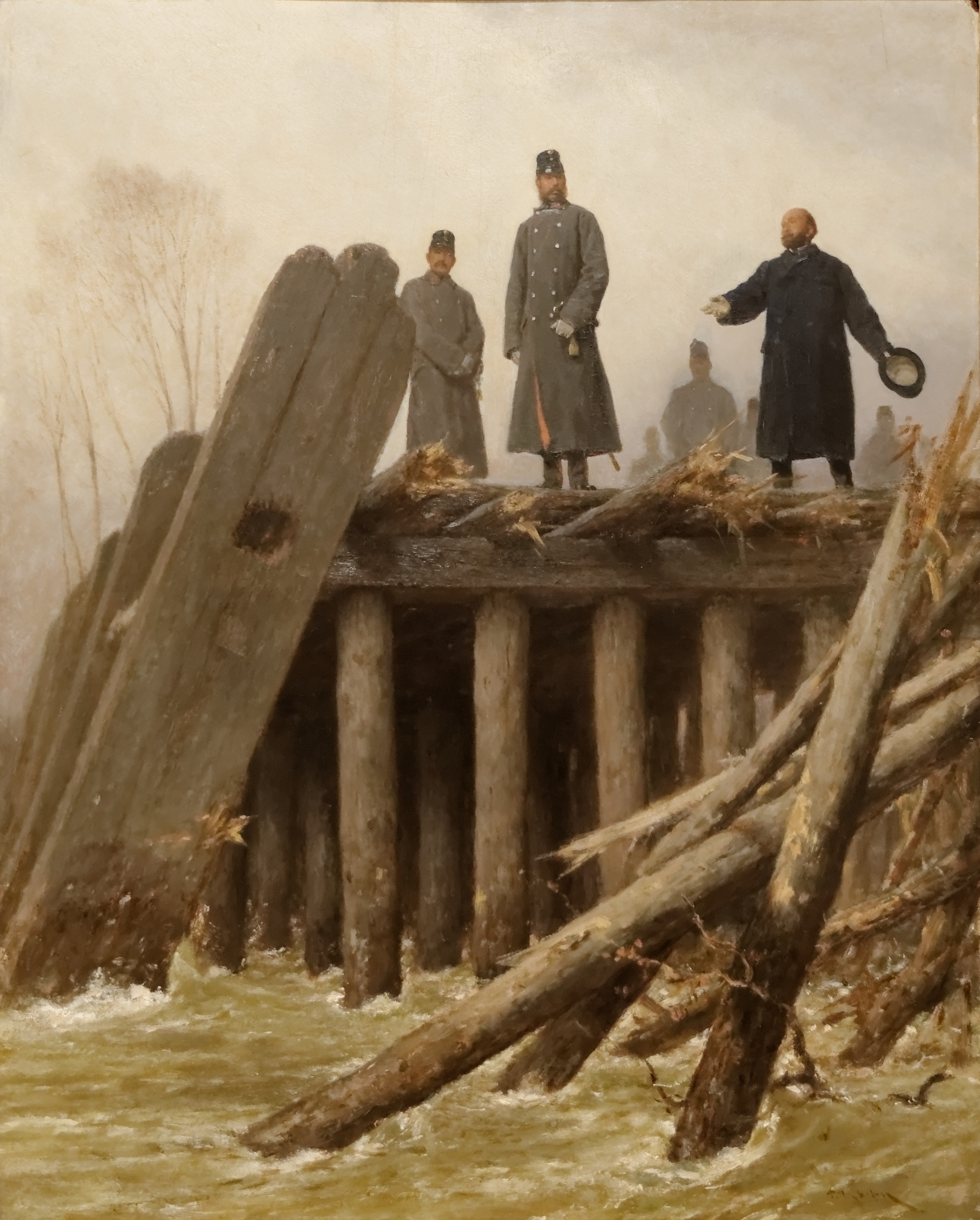
Constatation des inondations du Danube par l'Empereur François-Joseph les 4 et 5 février 1862

Sous le commandement des généraux Windisch-Grätz et Josip Jelačić, les troupes autrichiennes et croates encerclent Vienne le 20 octobre 1848, puis bombardent la ville à partir du 26 octobre et prennent d'assaut la Innere Stadt le 31 octobre. Près de deux mille personnes sont tuées lors des combats. La défaite de l'insurrection viennoise marque la fin de la Révolution de 1848 en Autriche. Cet événement provoque la perte des acquis de la Révolution du mois de mars et fait entrer l'empire d'Autriche dans une phase de réaction autoritaire : le « néo-absolutisme », qui dure jusqu'en 1859.
Dans un décret du 20 décembre 1857, l'empereur François-Joseph invite son ministre de l'intérieur Alexander von Bach, à préparer l'agrandissement de la capitale afin de la rénover et la moderniser  : on abat la vieille enceinte afin de percer un large boulevard circulaire, la Ringstrasse qui sera bientôt bordée de grands palais (Palais Epstein, palais Ephrussi) et bâtiments officiels comme l'Opéra (1861-1869), le Kunsthistorisches Museum (Musée d'histoire de l'art, 1871-1890), le Musée d'Histoire naturelle (1871-1890), le Parlement (1874-1884), le Neues Rahaus (Hôtel de ville, 1872-1883) ou encore la Votivkirche (Église votive, 1856-1879) qui abrite le tombeau du héros du Siège de Vienne (1529), Niklas Salm.
En février 1862, la ville doit affronter une crue dévastatrice du Danube affectant particulièrement les quartiers de Brigittenau et de Zwischenbrücken. Ces inondations sont à l'origine de la première régulation du fleuve décidée initialement par une loi du 8 février 1869 et complétée en 1875. L'aménagement du canal du Danube (Donaukanal) eut lieu dans les années 1890 avec la construction d'une série de canaux et d'écluses. Ce canal double le fleuve au sud en entrant dans la vieille ville et crée ainsi une île, composée des arrondissements 2 et 20. Il ne s'agit pas d'un canal au sens strict du terme, mais bien d'un bras du Danube et qui était le cours originel du fleuve au Moyen Âge avant que les nombreuses crues ne modifient son tracé vers sa position actuelle.
En 1867, l'émancipation des juifs est obtenue dans l'empire d'Autriche-Hongrie. Dès lors, malgré l'antisémitisme latent, ils s'installent dans la capitale où le milieu juif connaît un véritable bouillonnement artistique et intellectuel, avec des personnalités comme Gustav Klimt, Gustav Mahler ou Freud qui font de Vienne la capitale culturelle européenne de la fin du XIXe siècle.
Le Grand Krach de Vienne de 1873, qui se produit en pleine exposition universelle, est précédé par une folle spéculation immobilière. Les prix des maisons doublèrent en quelques mois et 376 sociétés furent fondées sur le sol autrichien en 1872, pour un capital de 2 milliards de florins, dont 700 millions au premier trimestre 1873. Des immeubles magnifiques sont érigés. Les sociétés cotées à la bourse de Vienne versent des dividendes très élevés, 10 % à 15 % en moyenne. Ils culminent à 80 % pour la Vienner Bankverein. Les banques commercialisent des produits financiers assurant un rendement constants aux actionnaires. Ce vent de folie inspire Johann Strauss, qui écrit une nouvelle opérette, Die Flerdermaus, critique enjouée des nouveaux riches de Vienne, jouée seulement en 1874.

## LeXXesiècle

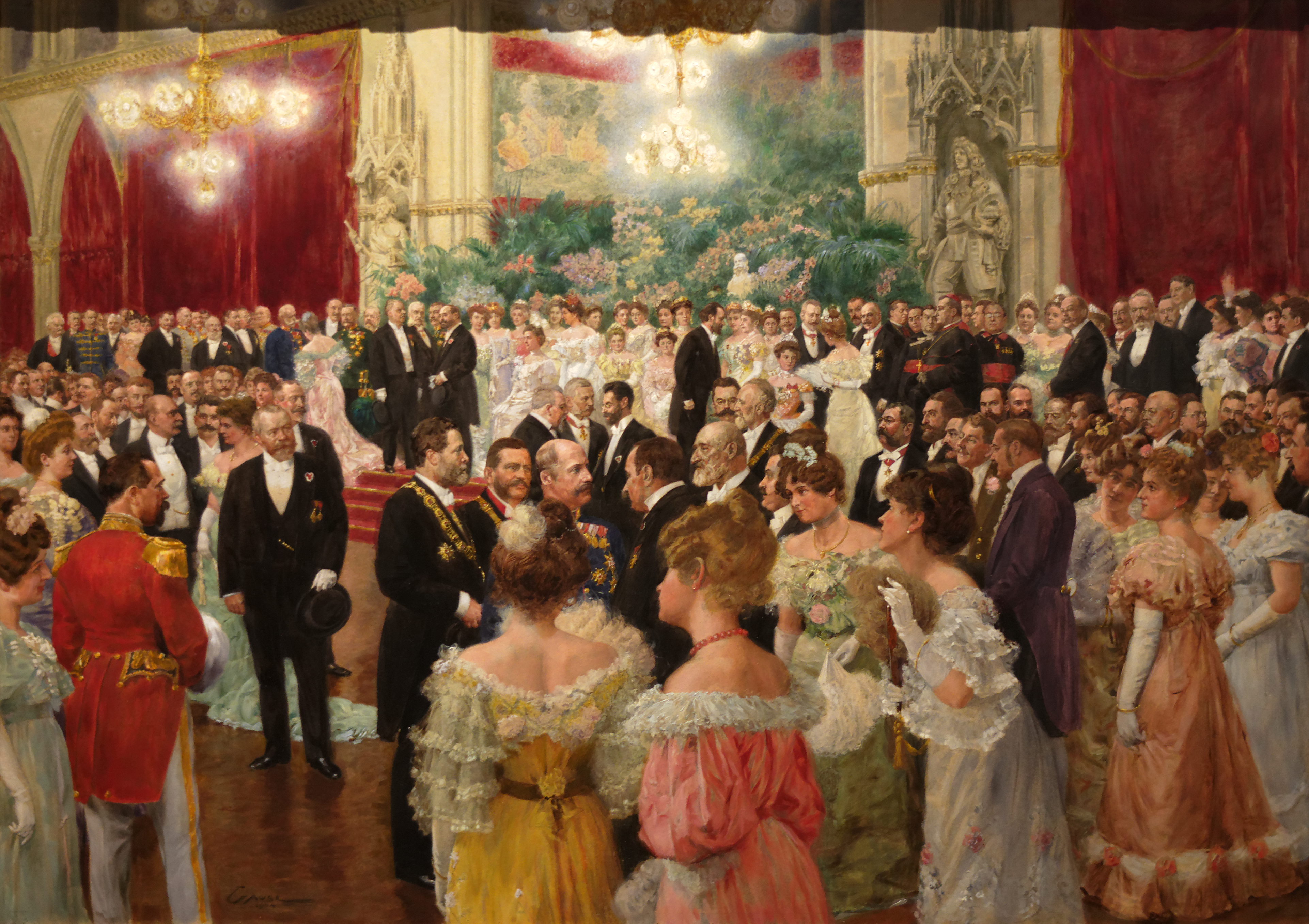
Bal à l'Hôtel de ville de Vienne (1904). Karl Lueger fut maire de Vienne de 1897 jusqu'à sa mort en 1910. Son antisémitisme inspira le jeune Adolf Hitler qui séjourna dans la capitale entre 1908 et 1912

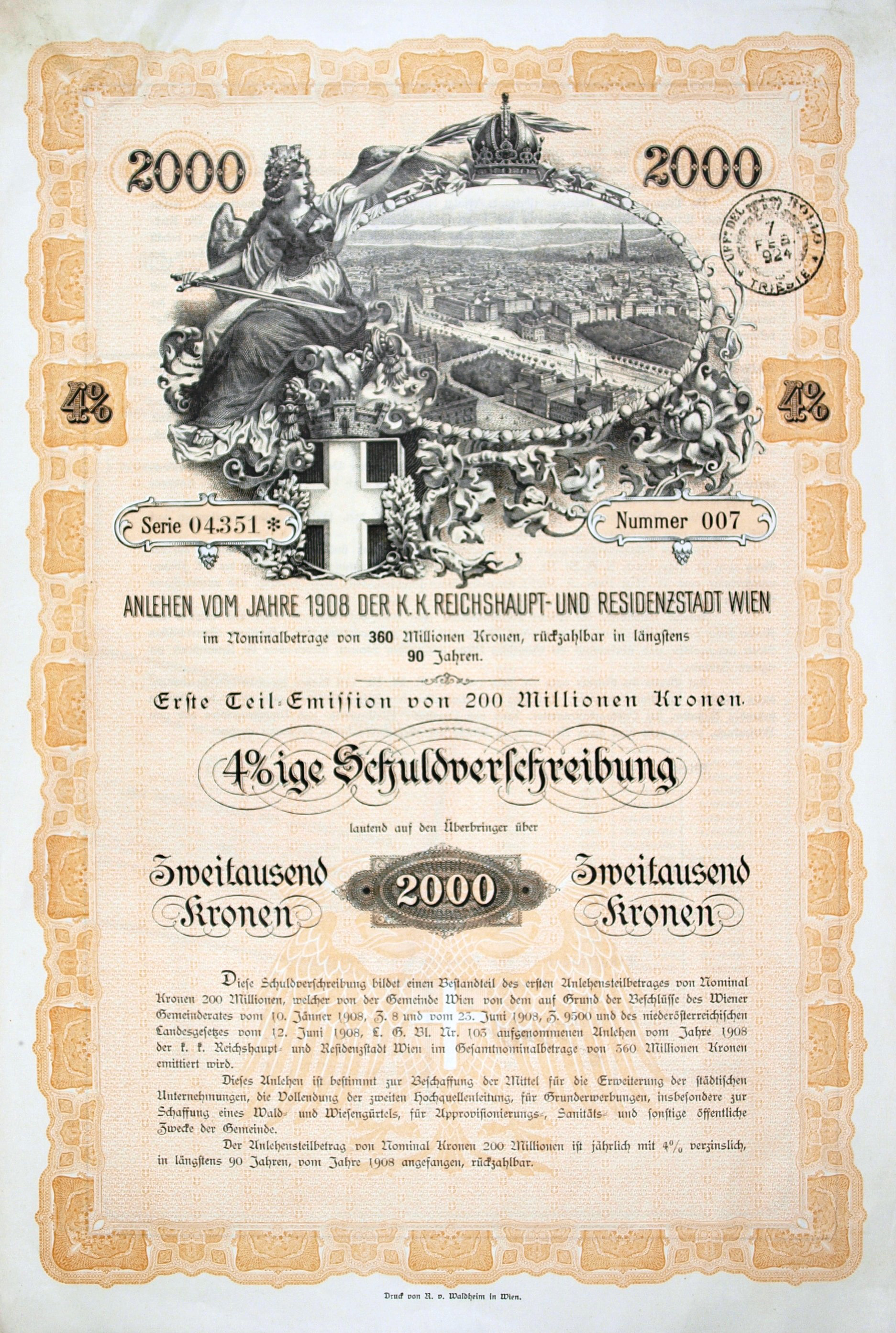
Obligation de la ville de Vienne en date du 23. Juin 1908

### La Sécession viennoise
Au tournant du XXe siècle, Vienne est la quatrième ville d’Europe et compte plus de deux millions d’habitants en 1914. La capitale de l’Empire austro-hongrois, véritable « laboratoire de l’Apocalypse », connaît une incroyable effervescence créatrice. Elle jouit alors d’une réputation d’insouciance et suscite l’admiration et l’envie pour la qualité et la diversité de sa vie culturelle. Les maîtres du Jugendstil y renouvellent l’architecture et les arts décoratifs, les peintres de la Sécession bousculent les arts plastiques, les auteurs tels Karl Kraus et Arthur Schnitzler s’imposent alors que Sigmund Freud révolutionne les sciences humaines.

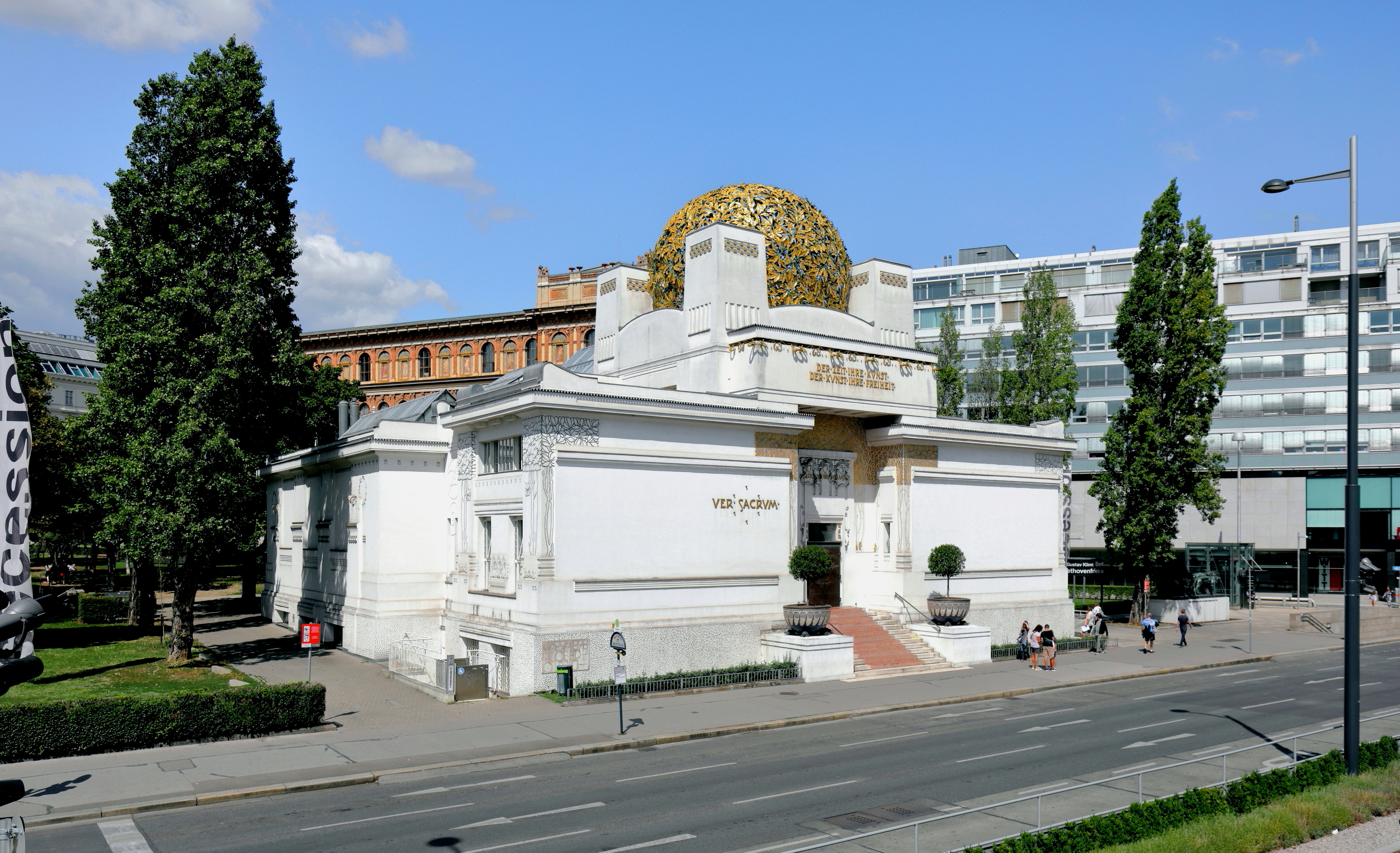
Le pavillon de la Sécession construit par Josef Maria Olbrich (1897) pour accueillir des expositions d'avant-garde. Sur le fronton est inscrite la devise de la Sécession « À chaque époque son art, à l'art sa liberté » et « Ver sacrum »
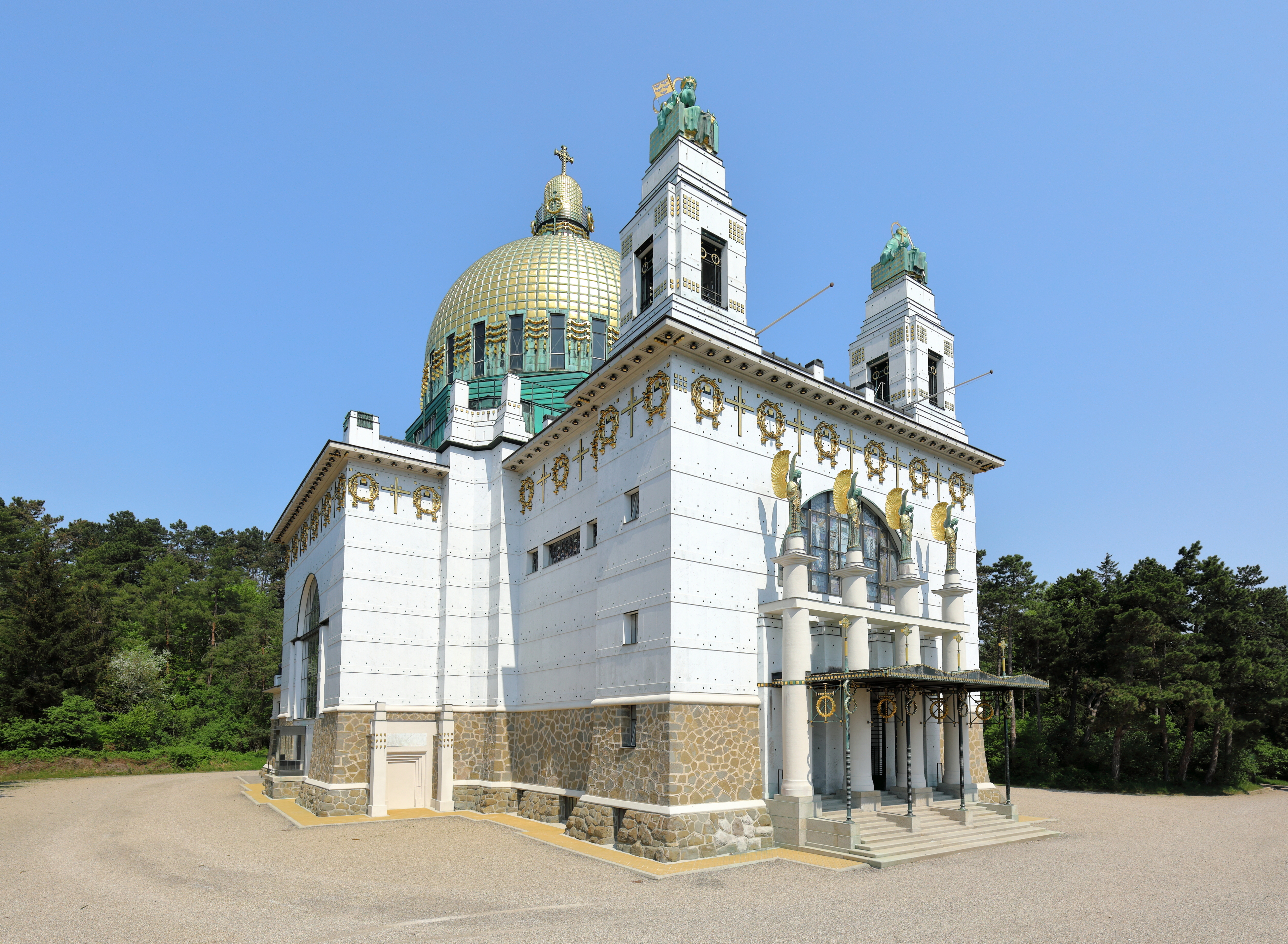
Kirche am Steinhof. Dessinée par Otto Wagner en 1907, l'église Saint Leopold domine le parc d'un asile d'aliénés. Les vitraux sont de Koloman Moser. Les ornements sont d'Othmar Schimkowitz, Richard Luksch et Josef Hoffmann.
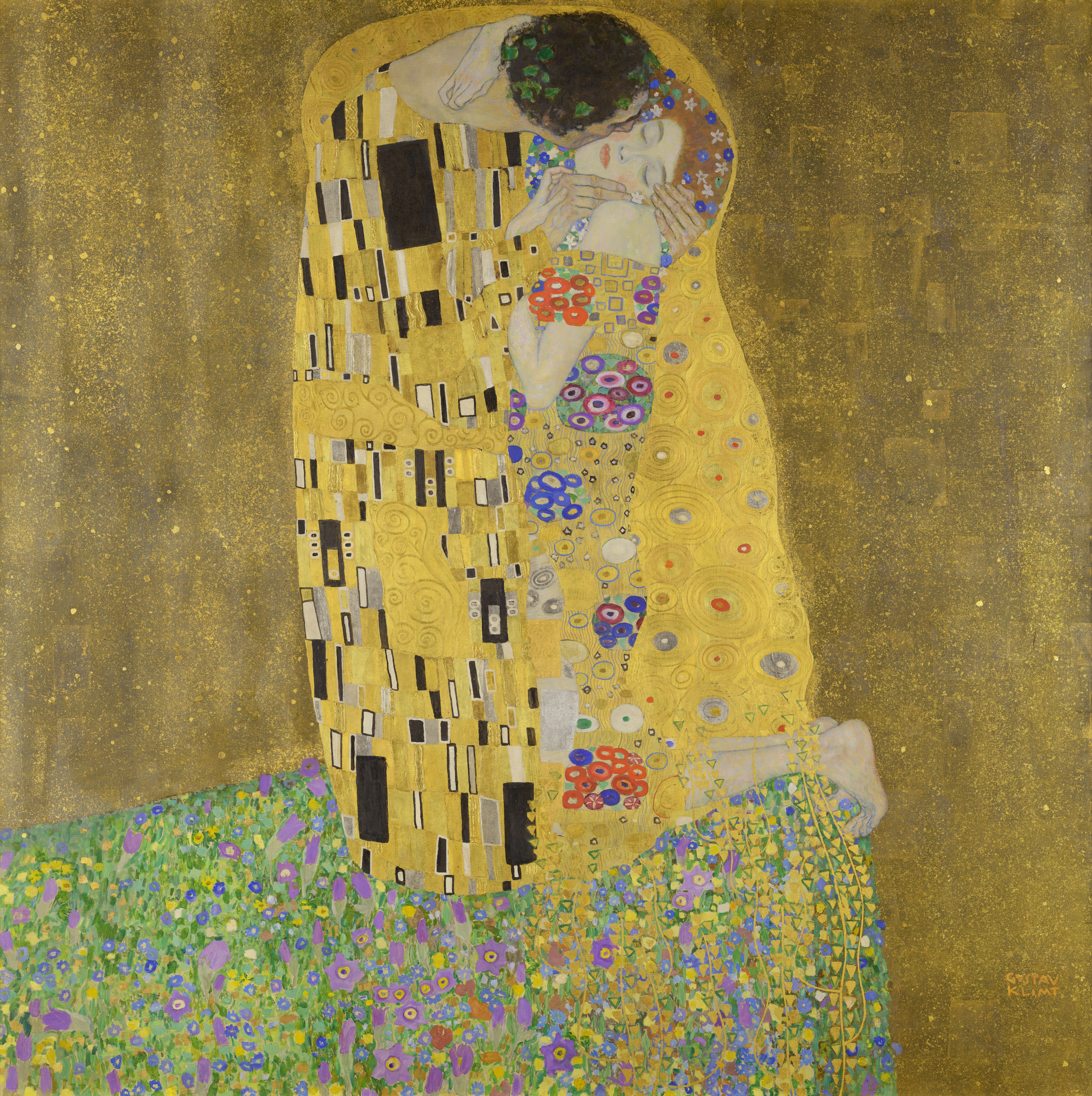
Le baiser. Présentée au Kunstschau en 1908, l’œuvre et Gustav Klimt (1907-08) échappe à la censure impériale et remporte l'adhésion de la bourgeoisie la plus puritaine
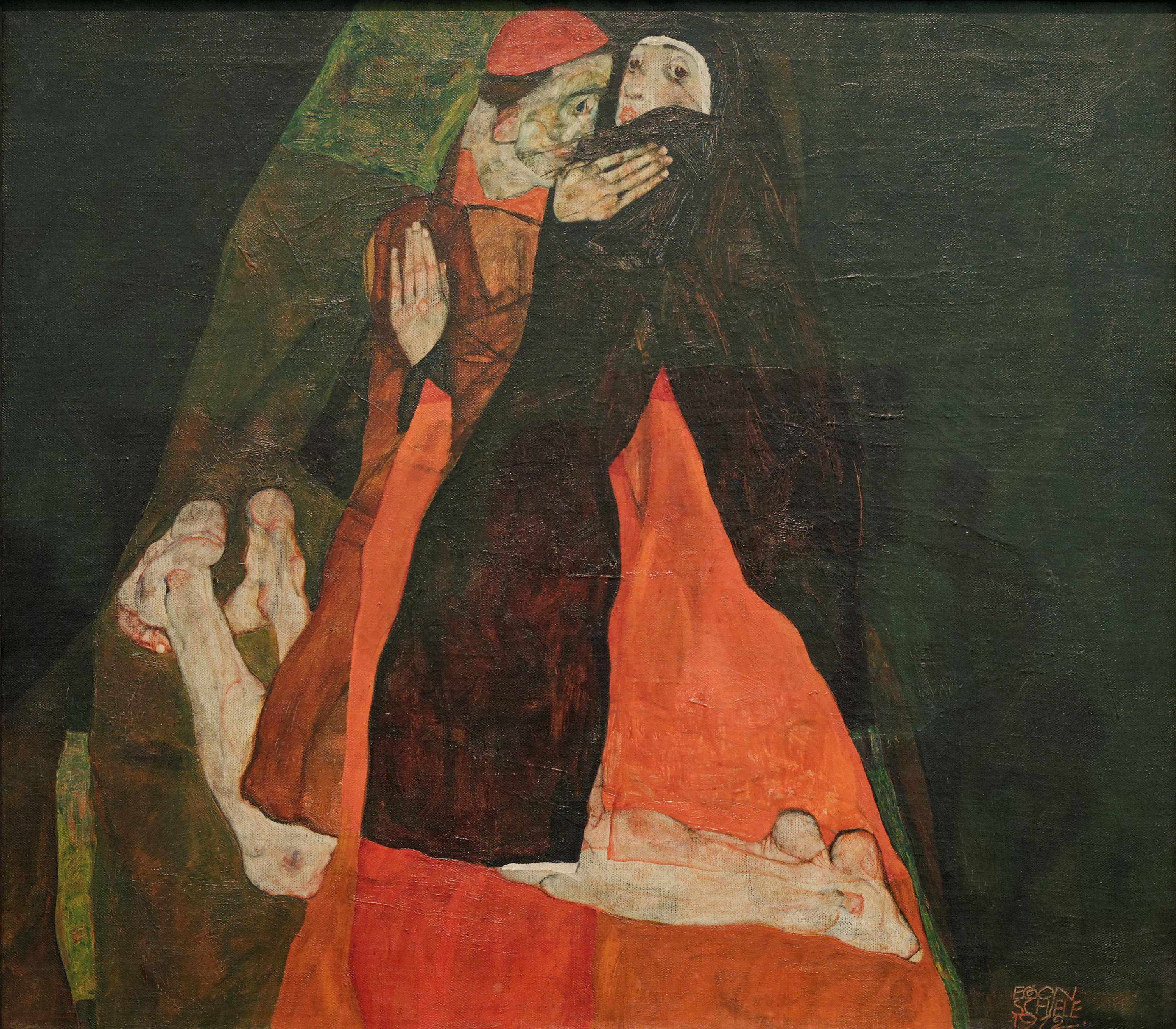
Le cardinal et la none. En 1912, Egon Schiele sera condamné pour ses œuvres outrageantes aux bonnes mœurs ; une centaine de ses peintures, majoritairement des nus, sont confisquées par le tribunal départemental.

### Première Guerre mondiale et Première République d'Autriche
La Première Guerre mondiale sera fatale à l'Empire austro-hongrois de sorte qu'en 1918, son ancienne capitale n'est plus que celle d'un pays de six millions d'habitants. La pénurie sévit. Une municipalité socialiste, qui vaut à la ville le surnom de « Vienne la rouge », tente d'affronter les problèmes sociaux liés à la crise économique, mais l'antisémitisme puis le national-socialisme gagnent du terrain.

### L'Anschluss

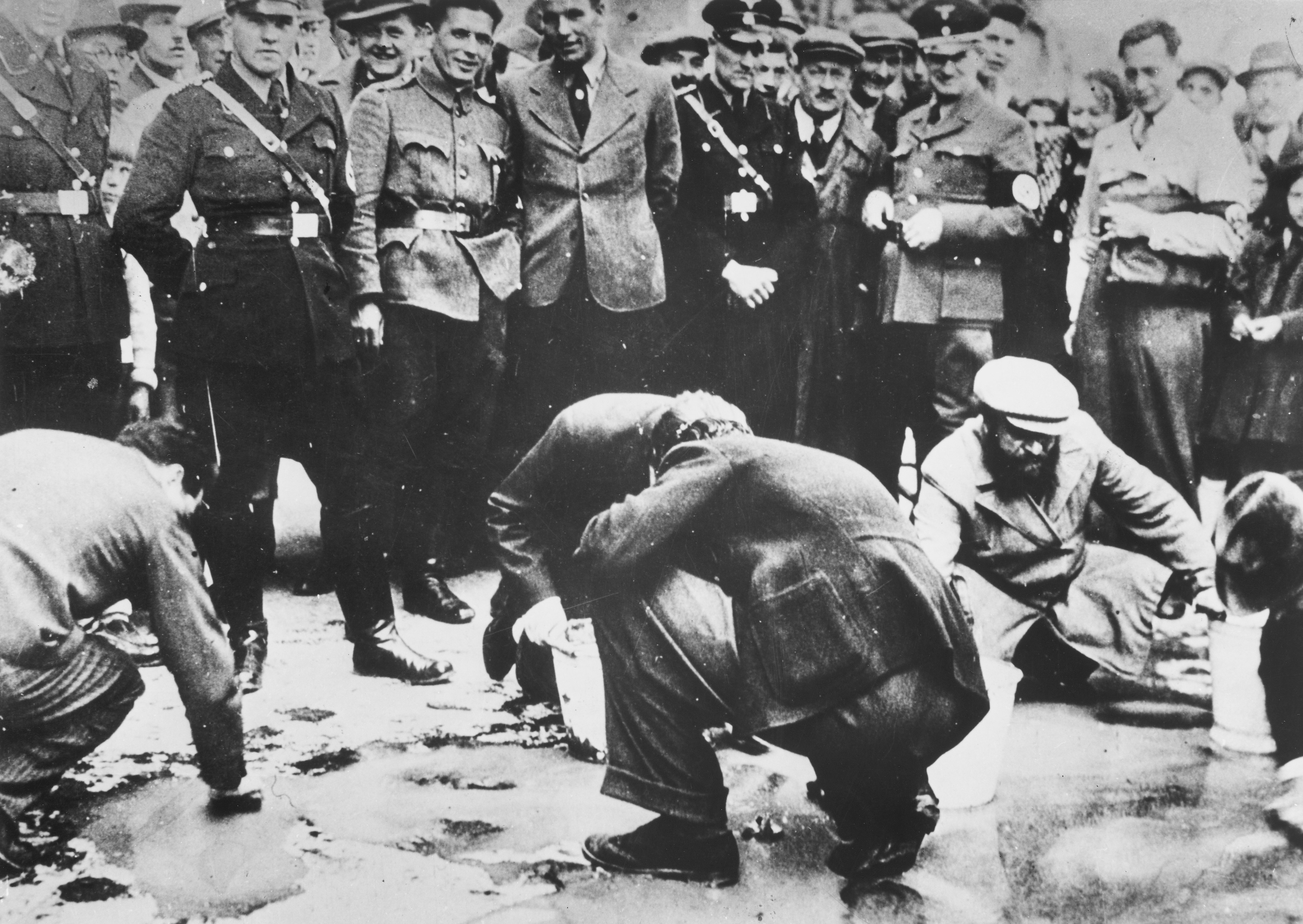
Après l'annexion par l'Allemagne, de nombreux juifs de Vienne subirent des humiliations par les Nazis, comme le nettoyage des trottoirs de la ville, avec l'approbation d'une partie de la population

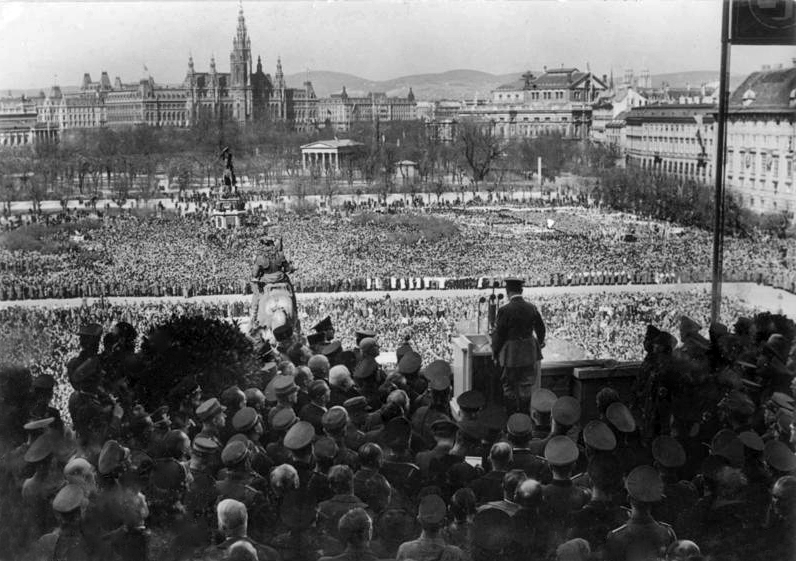
200000 Viennois (en réalité des militants nazis dépêchés de toute l'Autriche) acclament Hitler sur l'Heldenplatz le 15 mars 1938.

L’Anschluss ou (Anschluß) est l’annexion de l’Autriche par l'Allemagne nazie le 12 mars 1938. Dans les années qui précédèrent, l’Allemagne nazie avait soutenu le parti nazi autrichien dans sa tentative de conquérir le pouvoir et de doter l’Autriche d’un gouvernement nazi. Totalement attaché à l’indépendance de son pays, mais soumis à des pressions grandissantes, le chancelier autrichien, Kurt von Schuschnigg, tenta d’organiser un référendum pour demander à la population autrichienne si elle souhaitait rester indépendante ou être incorporée à l’Allemagne.
Alors que le chancelier espérait un résultat favorable au maintien de l’indépendance de l’Autriche, le parti nazi autrichien organisa un coup d'État, planifié de longue date, le 11 mars 1938, peu avant le référendum qui fut annulé. Le pouvoir ayant été transféré à l’Allemagne, les troupes de la Wehrmacht entrèrent en Autriche pour soutenir l’annexion, sans rencontrer la moindre opposition. L’Anschluss fut une des étapes majeures dans la création, voulue depuis longtemps par Adolf Hitler, d’un Reich regroupant les pays et territoires germanophones. Elle entraîna une profonde « nazification » de la société autrichienne. Le 14 mars 1938, Hitler entre dans Vienne et est à la tête d'un défilé rendu triomphal par la propagande.

### Vienne pendant la Seconde Guerre mondiale
Alors que les Juifs viennois étaient 182 000 au moment de l'annexion en mars 1938, le mouvement d'émigration culmine dès septembre 1938 avec environ 10 000 départs par mois. Leurs biens sont confisqués et les 105 000 Juifs qui restent sont rassemblés dans des quartiers surpeuplés à l'automne 1939 et déportés à partir de 1942. Après la guerre, les Juifs autrichiens sont moins de 6 000 à Vienne.

#### Offensive de Vienne

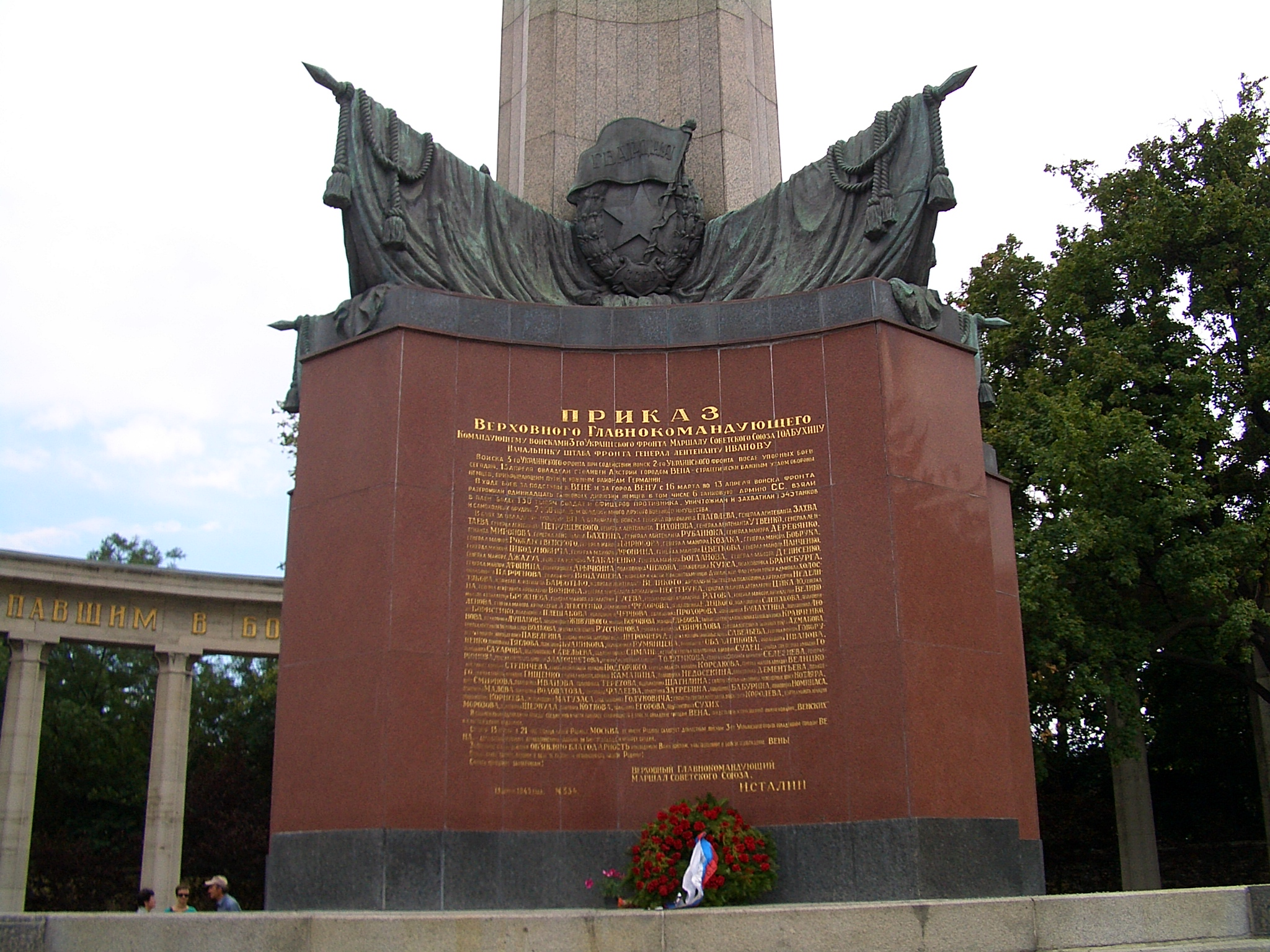
Monument sur la Schwarzenbergplatz commémorant la libération de la ville de Vienne par l'armée rouge

Lors de la Seconde Guerre mondiale, l'opération militaire lancée par le troisième front ukrainien et appuyée par le deuxième front ukrainien pour prendre la ville porte le nom d'offensive de Vienne. Elle s'est déroulée du 2 au 13 avril 1945.
Vienne, déclarée « ville ouverte », est le théâtre d'intenses combats urbains et voit la participation active de la résistance autrichienne dans des actes de sabotages contre les défenses et la logistique allemandes.
La défense de la capitale autrichienne était assurée par le général Rudolf von Bünau avec des unités du 2e SS-Panzerkorps sous les ordres du général Wilhelm Bittrich. Le 13 avril 1945, les garnisons allemandes, à court de munitions et dépassées numériquement, se rendent à l'Armée rouge.

## Vienne récente

### L'après-guerre

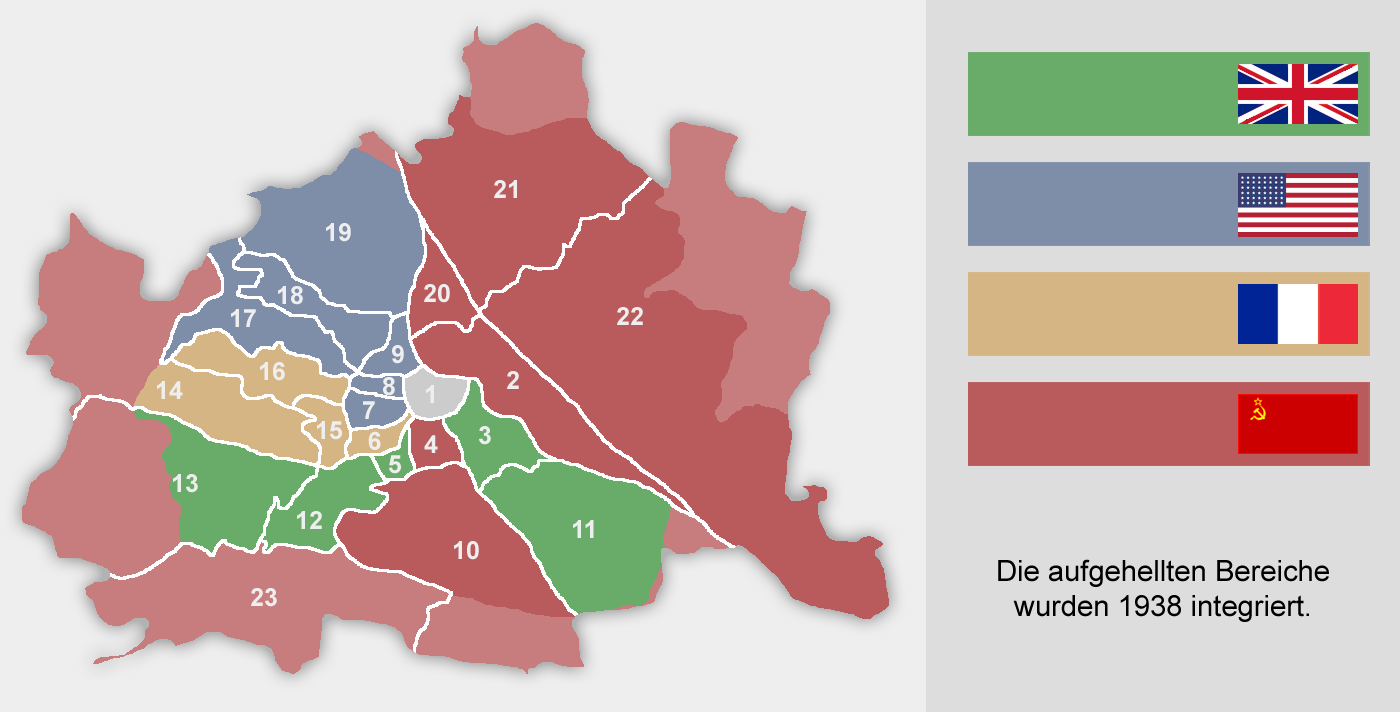
Les quatre secteurs d'occupation à Vienne (les zones en rouge clair désignent les secteurs annexés à Vienne depuis 1954, mais placés à l'époque sous occupation soviétique).

Comme pour Berlin et l'Allemagne, Vienne et l'Autriche sont occupées entre 1945 et 1955, en application de la conférence de Potsdam, par les forces alliées. La répartition des secteurs d'occupation entre eux se fait par districts, dans les limites administratives que la ville connaissait avant 1937.
- Un régime d'administration commune aux quatre forces d'occupation était appliqué pour le 1er district (Innere Stadt : « la ville intérieure »), la tutelle changeait par roulement tous les mois ;
- le secteur américain était constitué par les 7e, 8e, 9e, 17e, 18e et 19e districts ;
- le secteur britannique était constitué par les 3e, 5e, 11e, 12e et 13e districts ;
- le secteur français était constitué par les 6e, 14e, 15e et 16e districts ;
- le secteur soviétique était constitué par les 2e, 4e, 10e, 20e, 21e et 22e districts.

Les districts viennois créés postérieurement à 1938 (à partir du 23e district) se trouvaient donc en dehors des limites de la ville et dépendaient ainsi de la zone d'occupation soviétique.
L'ambiance de cette Vienne occupée est retracée dans le film Le Troisième Homme. Son occupation prend fin officiellement avec le traité d'État autrichien en 1955.

### Vienne depuis 1955
| Maires de Vienne de la IIe République |                        |
| Rudolf Prikryl                        | 12- 14 avril 1945      |
| Theodor Körner                        | 14.2.1946 - 18.6.1951  |
| Franz Jonas                           | 22.6.1951 - 1.6.1965   |
| Bruno Marek                           | 10.6.1965 - 17.12.1970 |
| Felix Slavik                          | 21.12.1970 - 5.7.1973  |
| Leopold Gratz                         | 5.7.1973 - 10.9.1984   |
| Helmut Zilk                           | 10.9.1984 - 7.11.1994  |
| Michael Häupl                         | 7.11.1994 - 24.05.2018 |
| Michael Ludwig                        | 24.05.2018 - présent   |

En pleine guerre froide, la coexistence pacifique est marquée par le sommet Kennedy- Khrouchtchev qui se tient le 2-3 juin 1961 à Vienne, véritable plaque tournante de la diplomatie à cette époque.
Le métro de Vienne gagne en importance, le premier tronçon ouvre ses portes en 1978. Dans les années 1970, on construit le troisième siège de l'ONU, l'« UNO-City ». À la fin du XXe siècle, Vienne possède son propre panorama urbain avec les gratte-ciel de l'Andromeda-Tower et du Millenium-Tower aux bords du Danube (XXe et XXIe arrondissements). Des projets ont existé pour l'emplacement de la gare de Wien Mitte, cependant, ces projets auraient risqué de mettre en danger le statut du Ier arrondissement en tant que patrimoine mondial de l'UNESCO et sont en conséquence rejetés.
Lors des élections communales de 2001, les sociaux-démocrates obtiennent la majorité absolue qu'ils savent défendre en 2005. Après la défaite du Forum libéral il ne reste que quatre partis au conseil communal.
Vienne et Munich sont les premières métropoles germaniques qui soutiennent le système Linux. Depuis fin janvier 2005, Linux est employé sur les ordinateurs des autorités viennoises, une distribution Linux propre, dite Wienux, est spécialement développée à cet effet.

## Sources
- (de) Cet article est partiellement ou en totalité issu de l’article de Wikipédia en allemand intitulé « Geschichte Wiens » (voir la liste des auteurs).